# Biserica romano-catolică din Atia

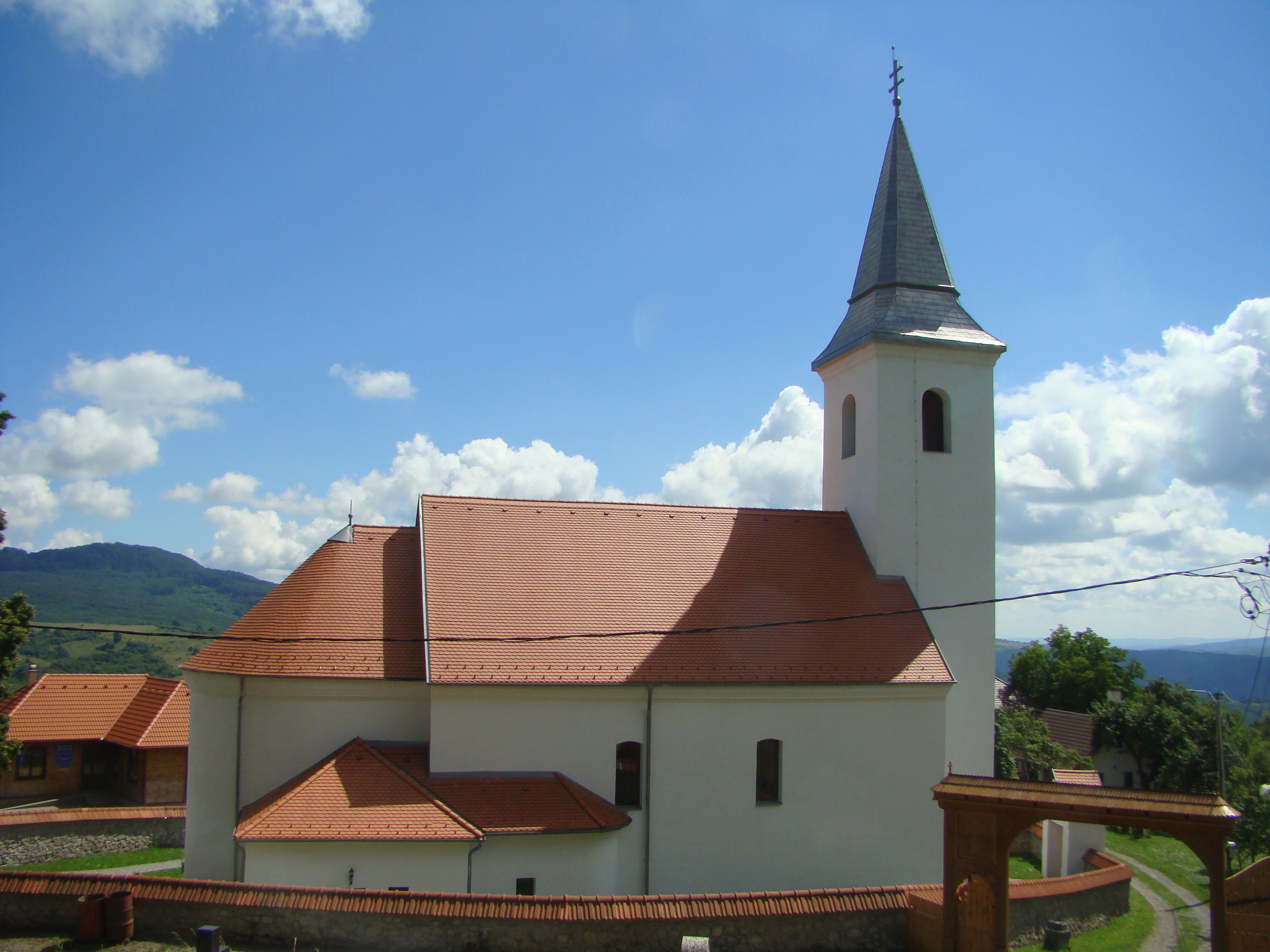
Biserica romano-catolică din Atia, comuna Corund, județul Harghita (iulie 2020).

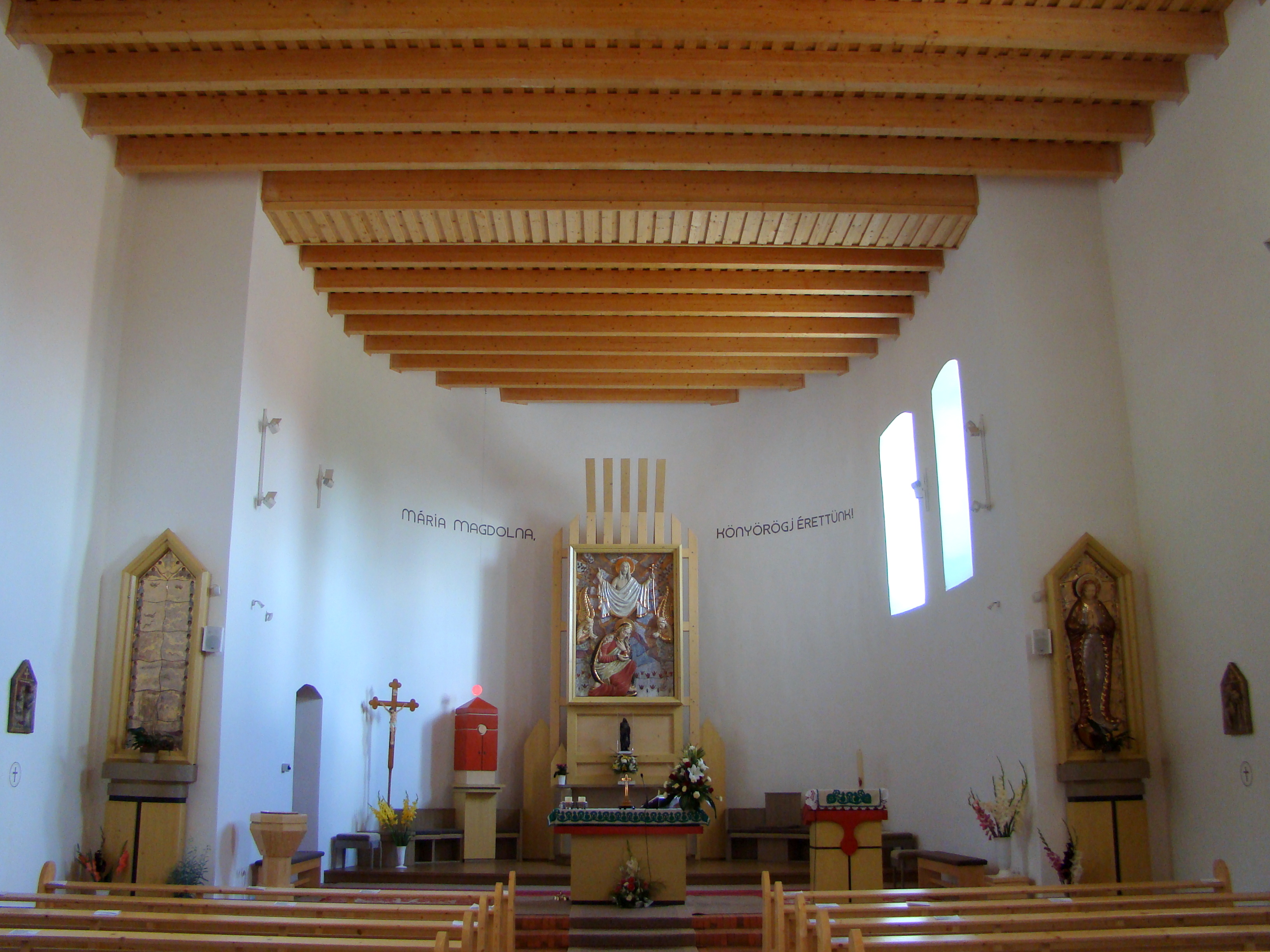
Interiorul navei

Biserica romano-catolică din Atia este un lăcaș de cult aflat pe teritoriul satului Atia, comuna Corund, județul Harghita. Are hramul „Sfânta Maria Magdalena”.

## Localitatea
Atia (în maghiară Atyha) este un sat în comuna Corund din județul Harghita, Transilvania, România. Menționat pentru prima oară în 1567, cu denumirea Attijha.

## Biserica
Biserica sa medievală se afla sub satul actual, într-un loc numit Pădurea Szentegyházas, unde Balázs Orbán a descoperit ruinele unei mari biserici. Epoca acestei biserici, în afară de ruine, este indicată doar de inscripția clopotului mic din 1437: „Anno Domini kihimo MCDXXXVII”.
Populația sa catolică pură a suferit schimbările epocii în timpul Reformei și a îmbrățișat religia unitariană. Dar nu permanent. În 1622 o mare parte a populației a revenit la religia catolică. Între 1795 și 1799 o nouă biserică a fost construită în sat. Au format o parohie cu Corund până în 1743, când au devenit independenți.
Distrusă de un incendiu, biserica a fost refăcută în anul 1867.
Pe 18 septembrie 2016 un fulger a incendiat acoperișul bisericii. Cu toate că avea paratrăsnet, descărcarea electrică a fost atât de puternică, încât preotul paroh și clopotarul au putut salva doar monstranța, potirul, câteva haine și cărți liturgice. Grinzile în flăcări ale tavanului au căzut în navă, focul cuprinzând altarele, mobilierul și orga. S-au topit și clopotele. Cu donații publice și sprijin financiar semnificativ, până în 2019 biserica a fost restaurată în vechea ei formă. Mobilierul orga și clopotele din turn sunt noi.

## Imagini din exterior

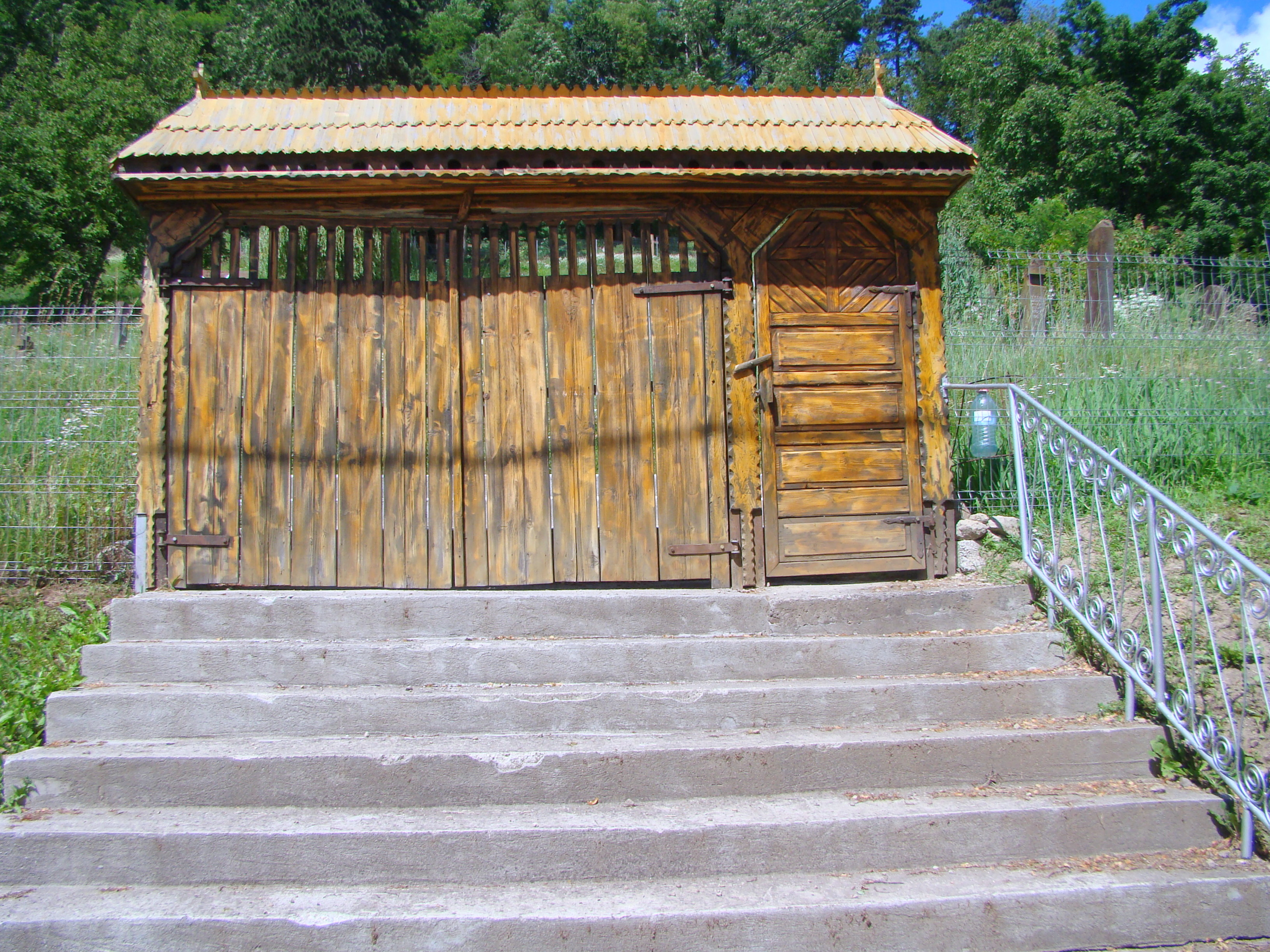
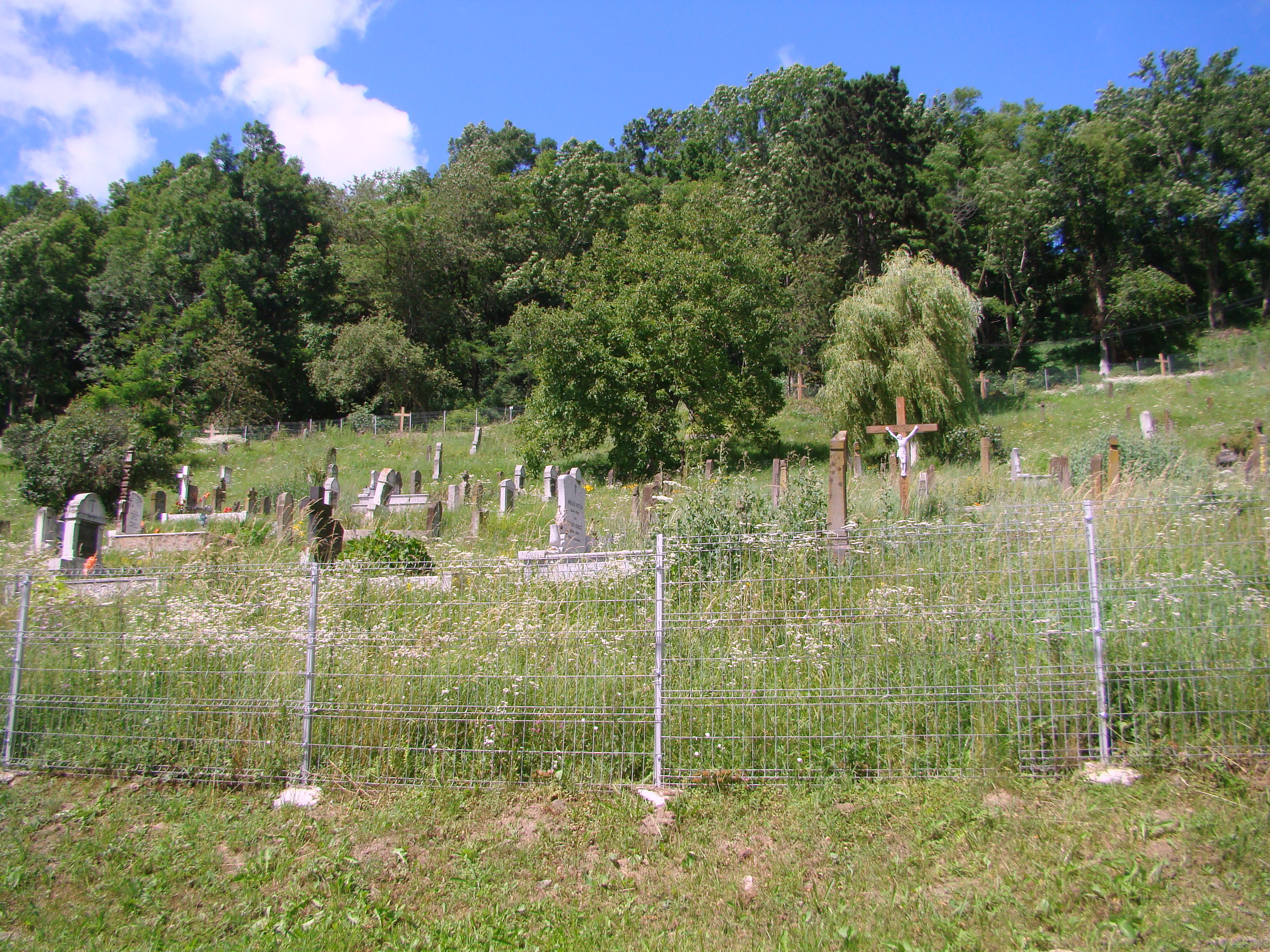
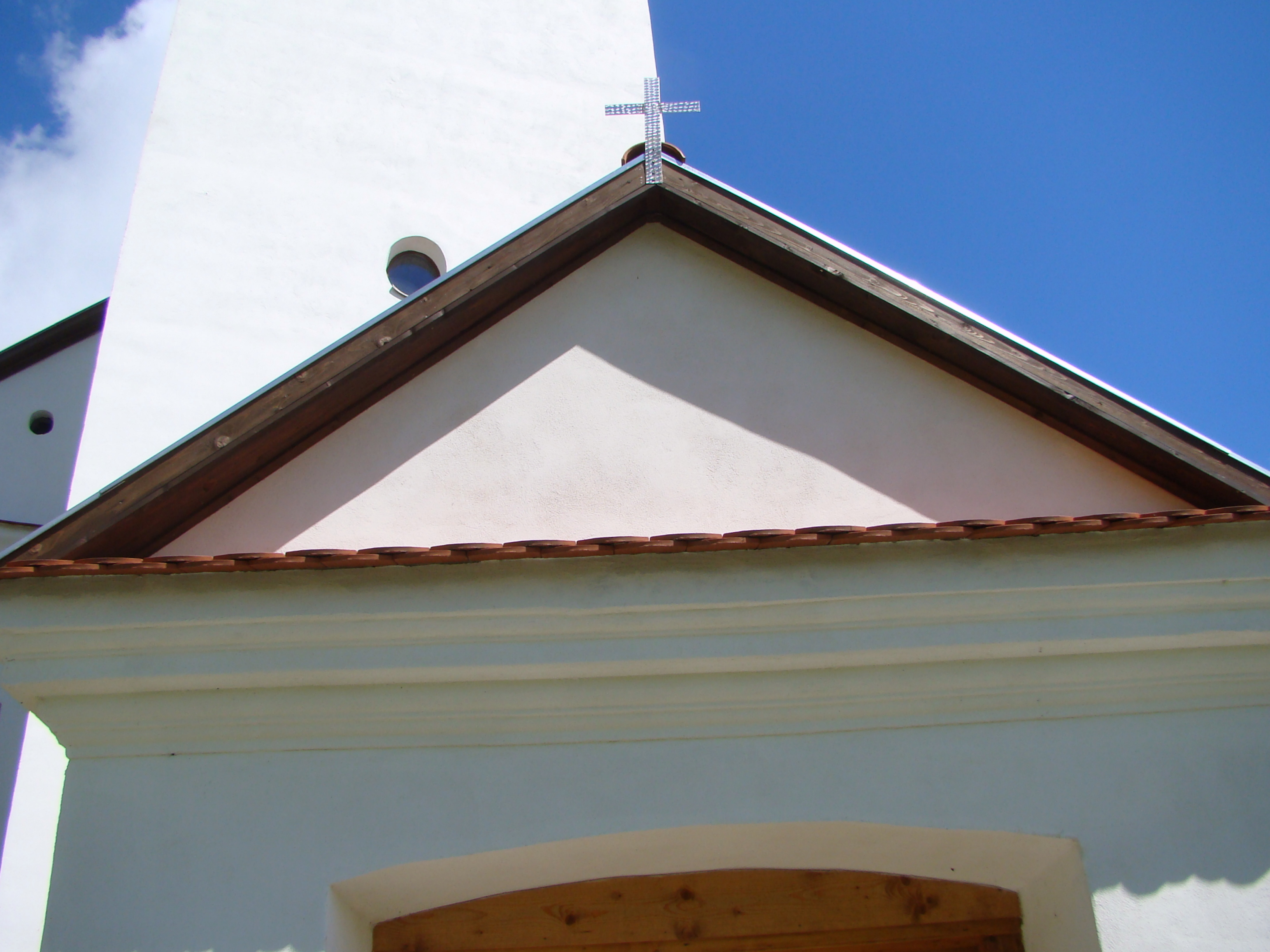
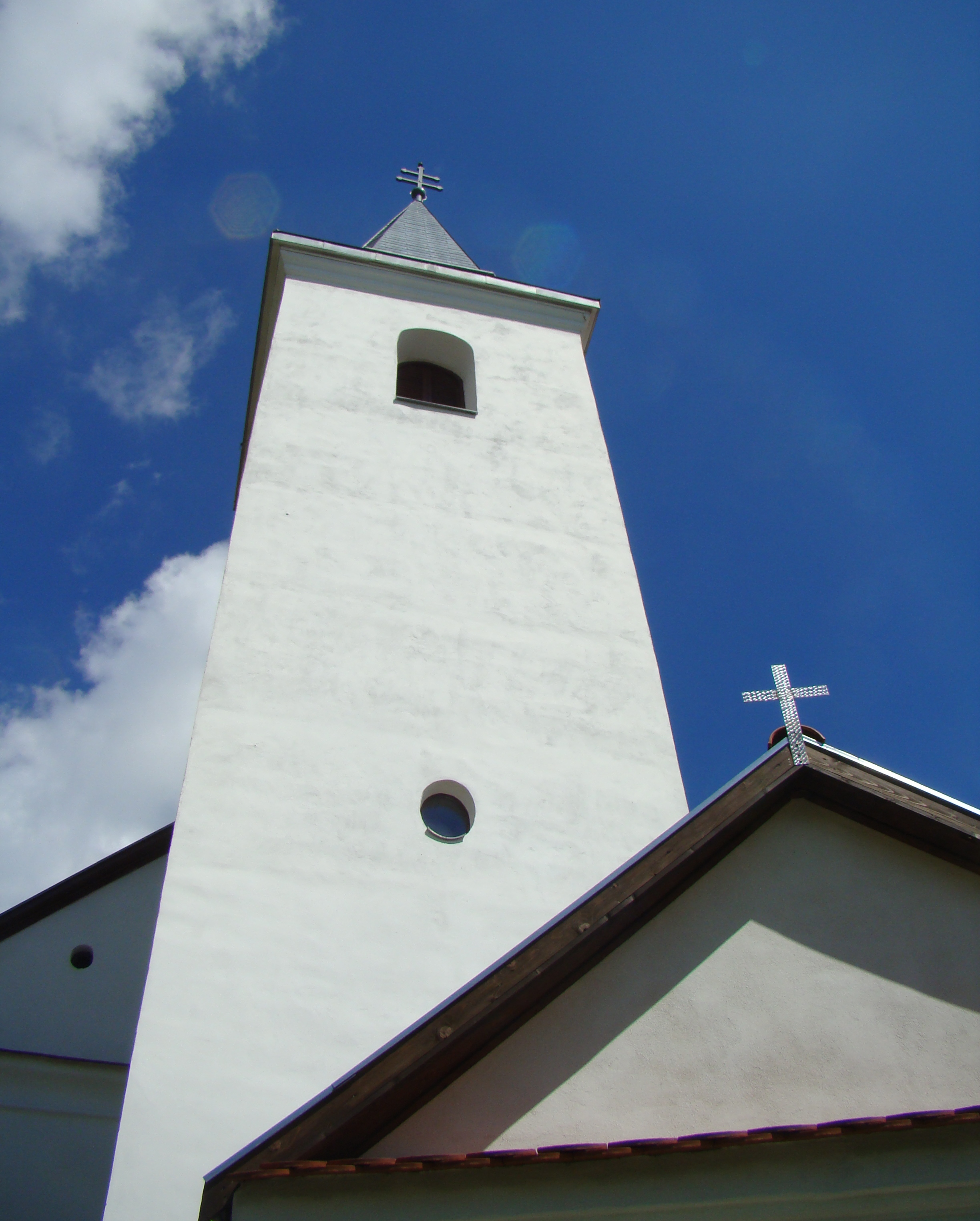
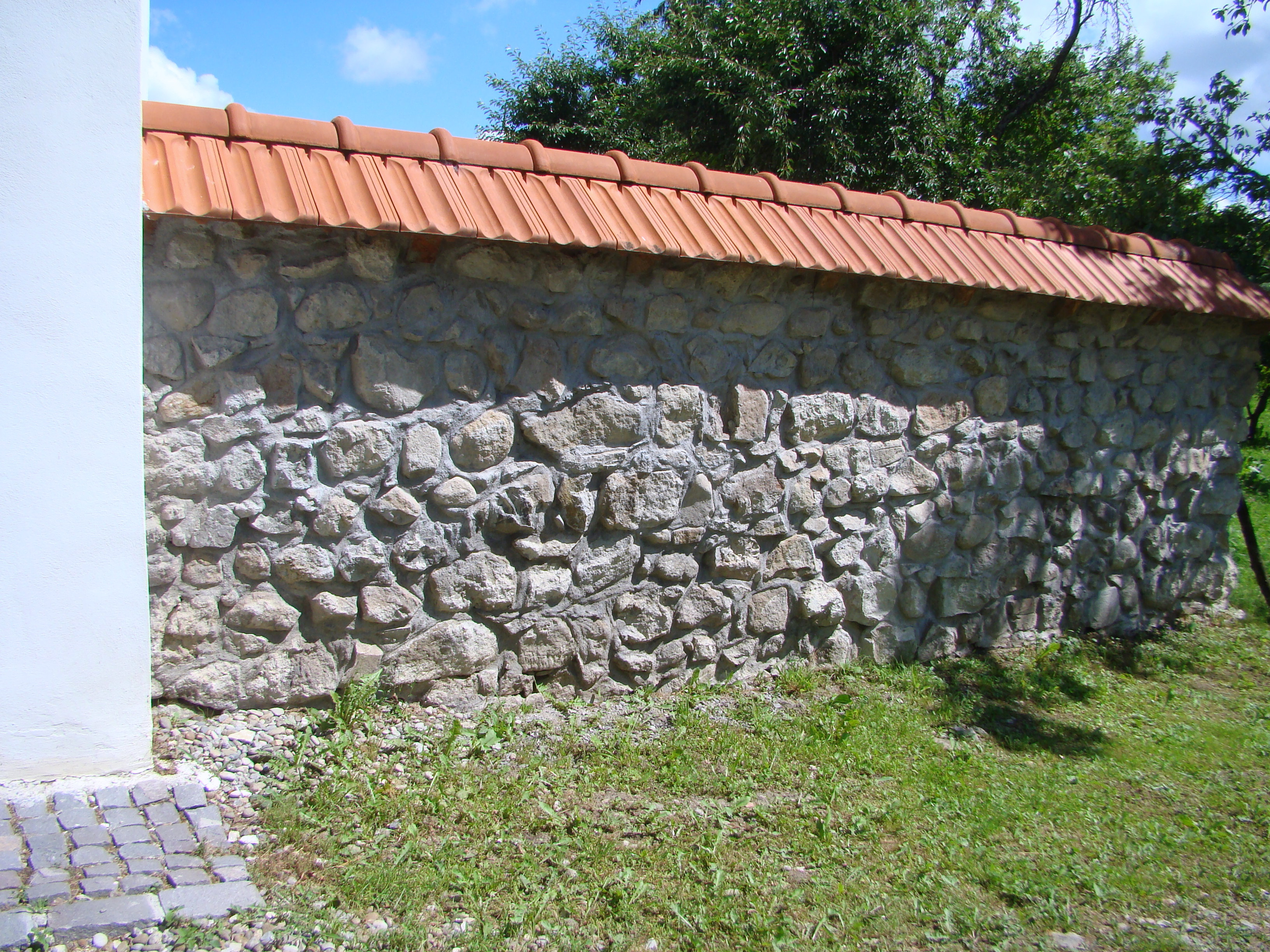
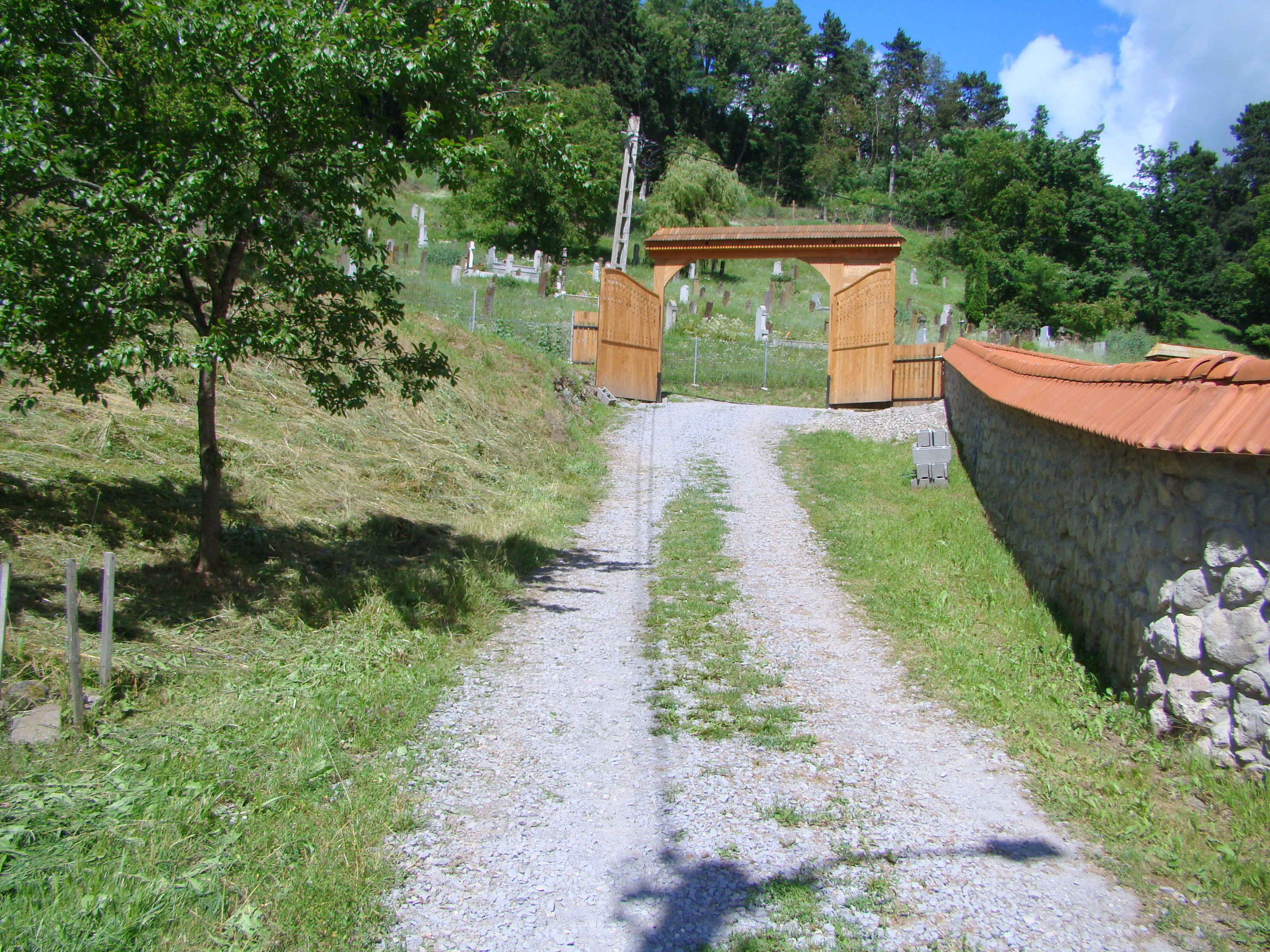
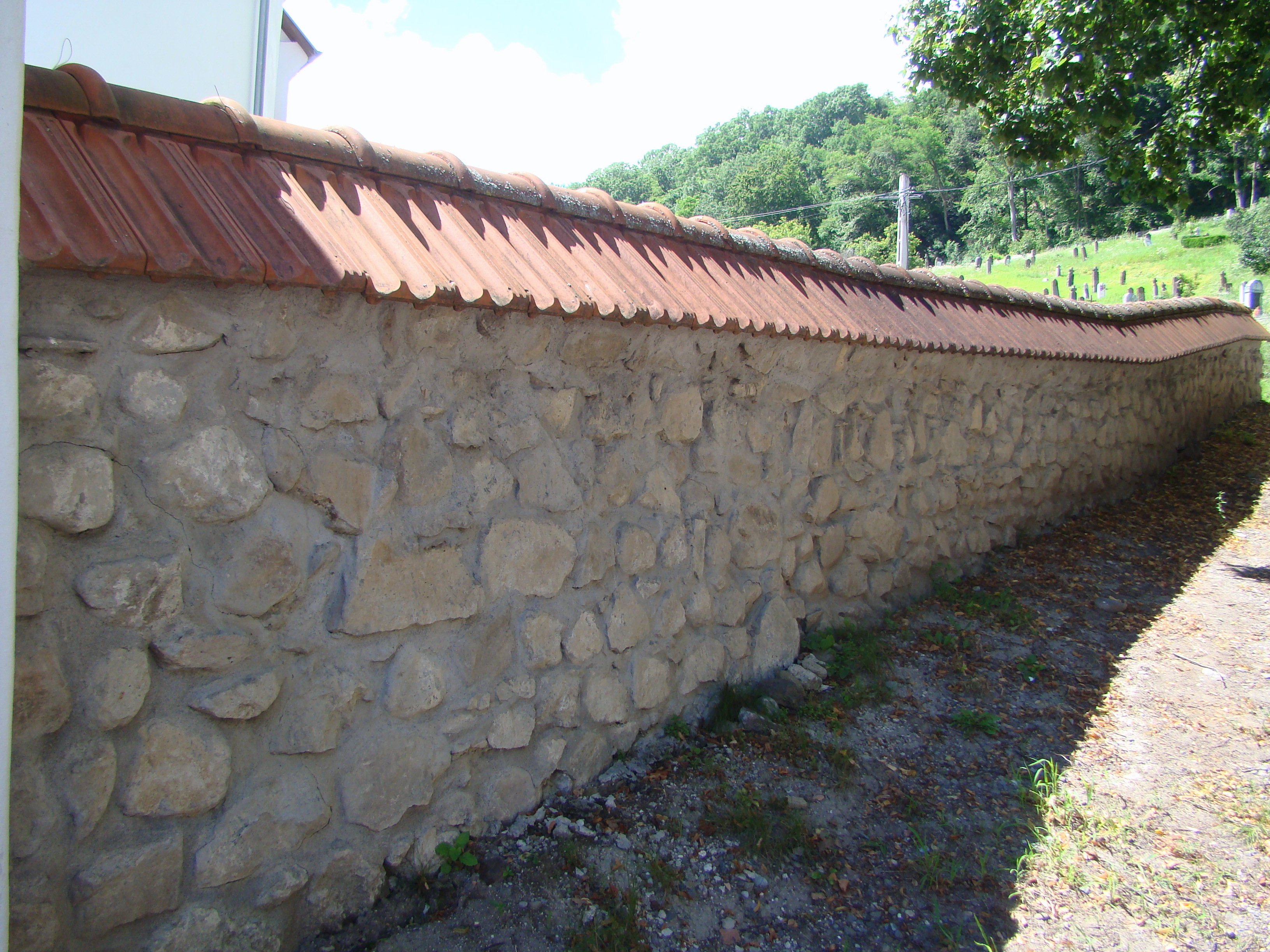
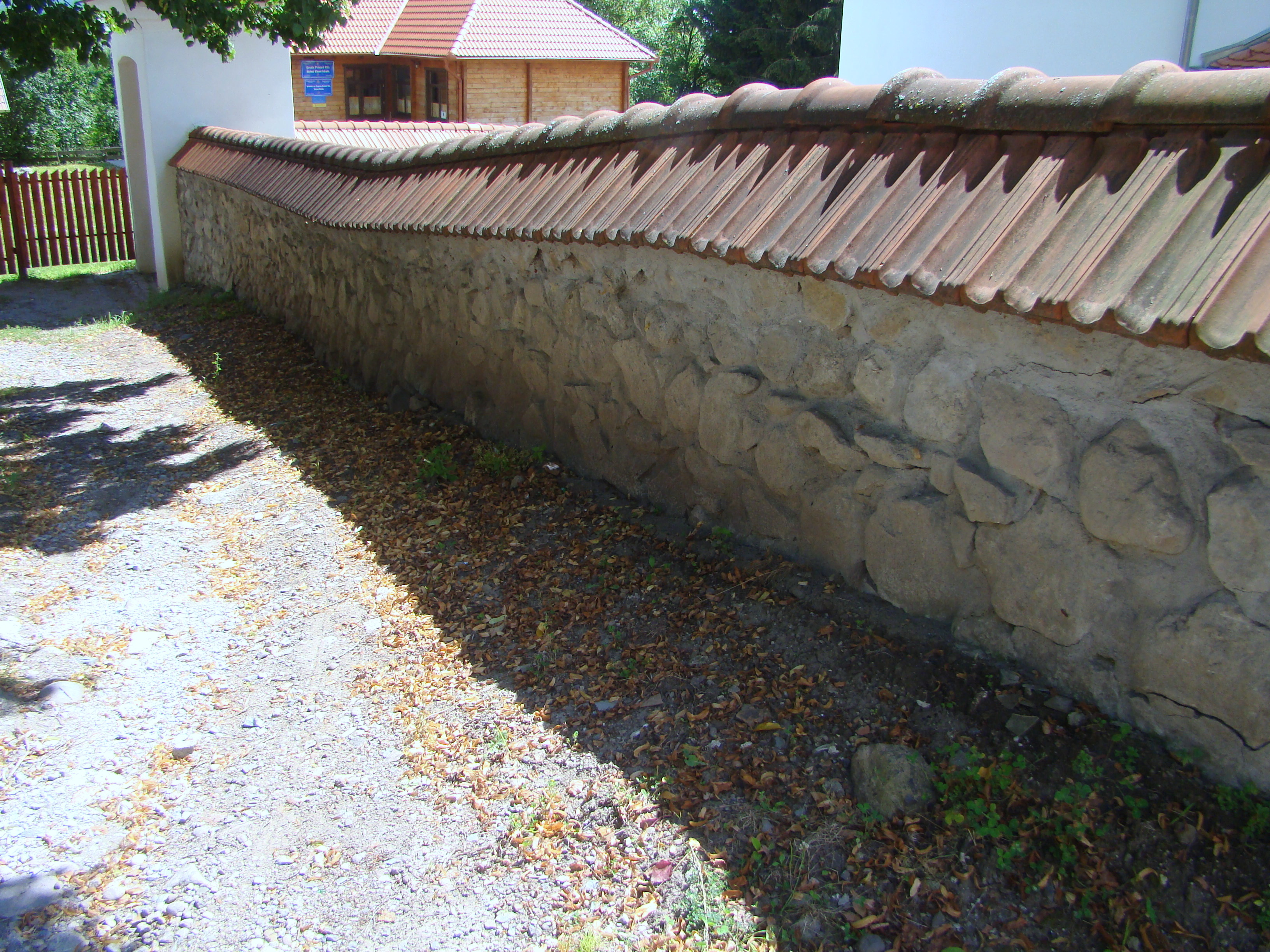
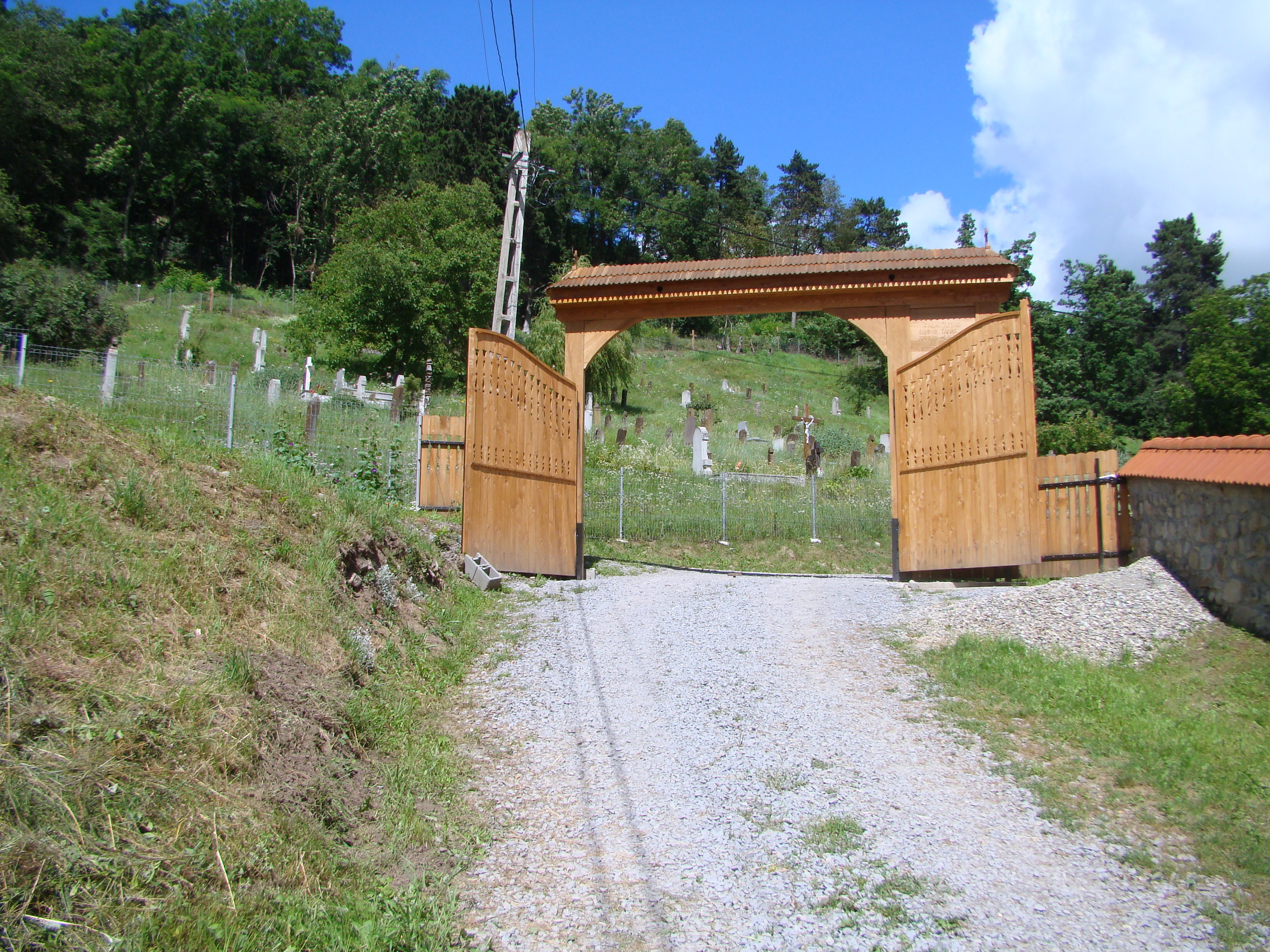
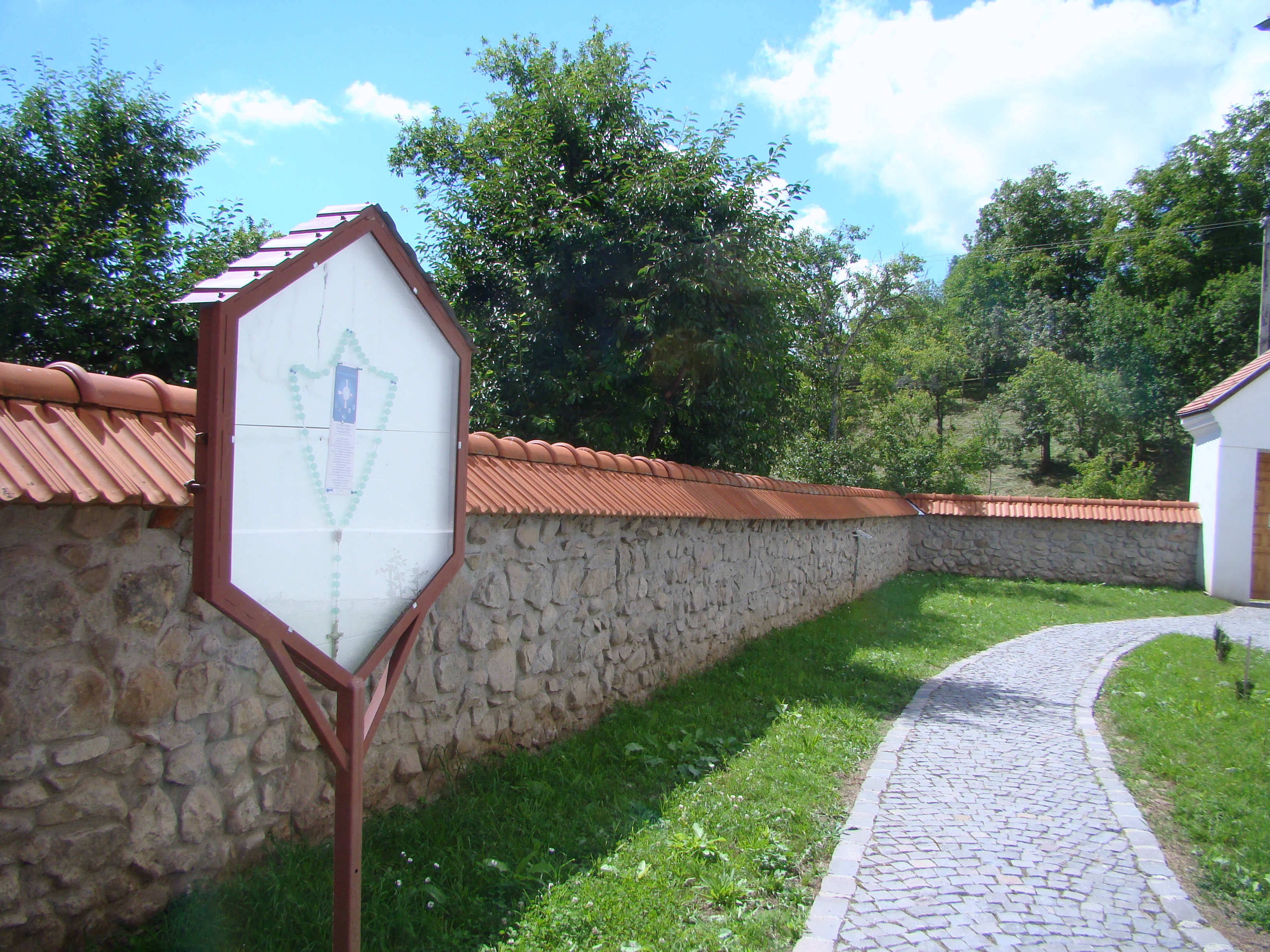
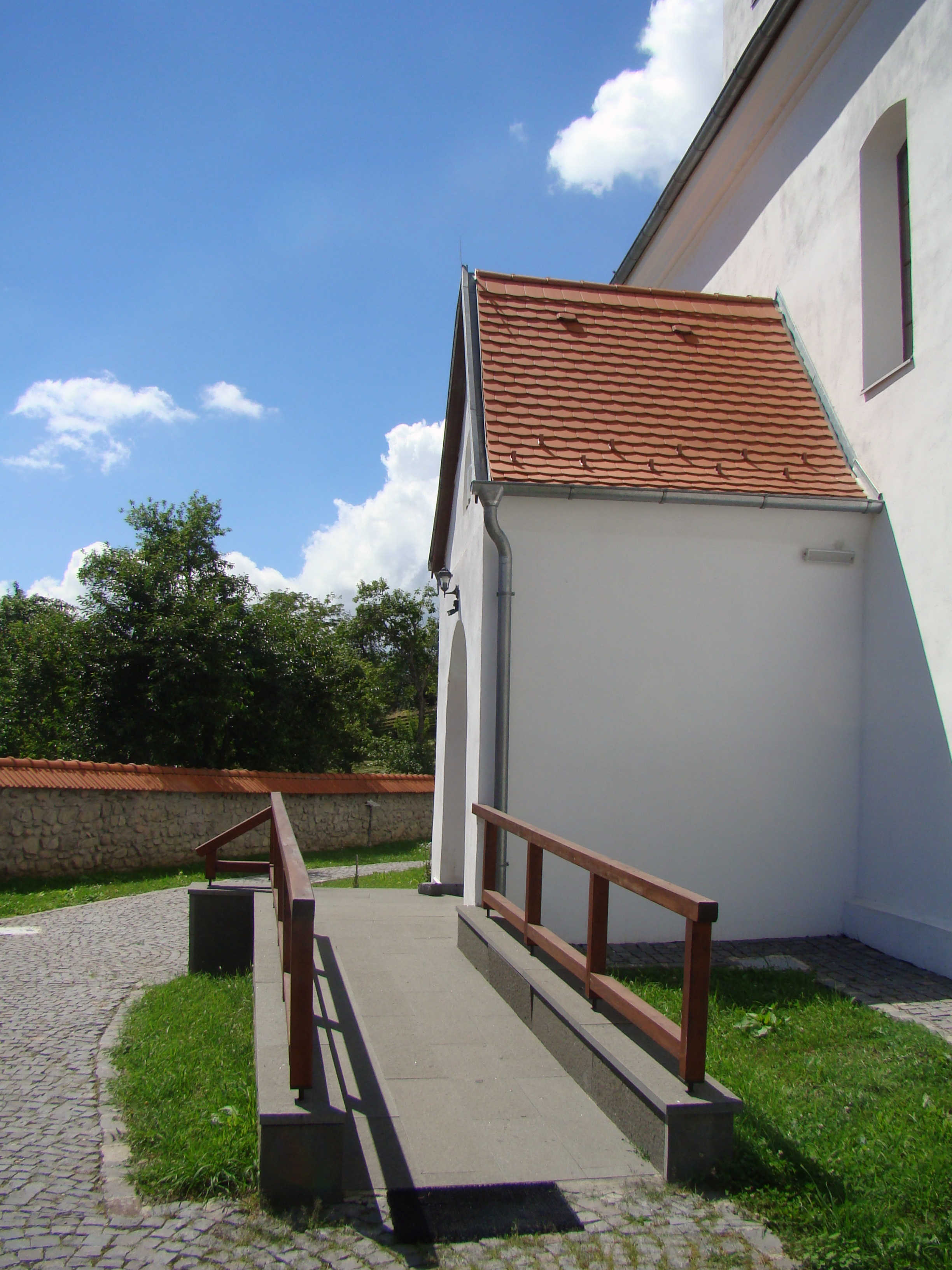
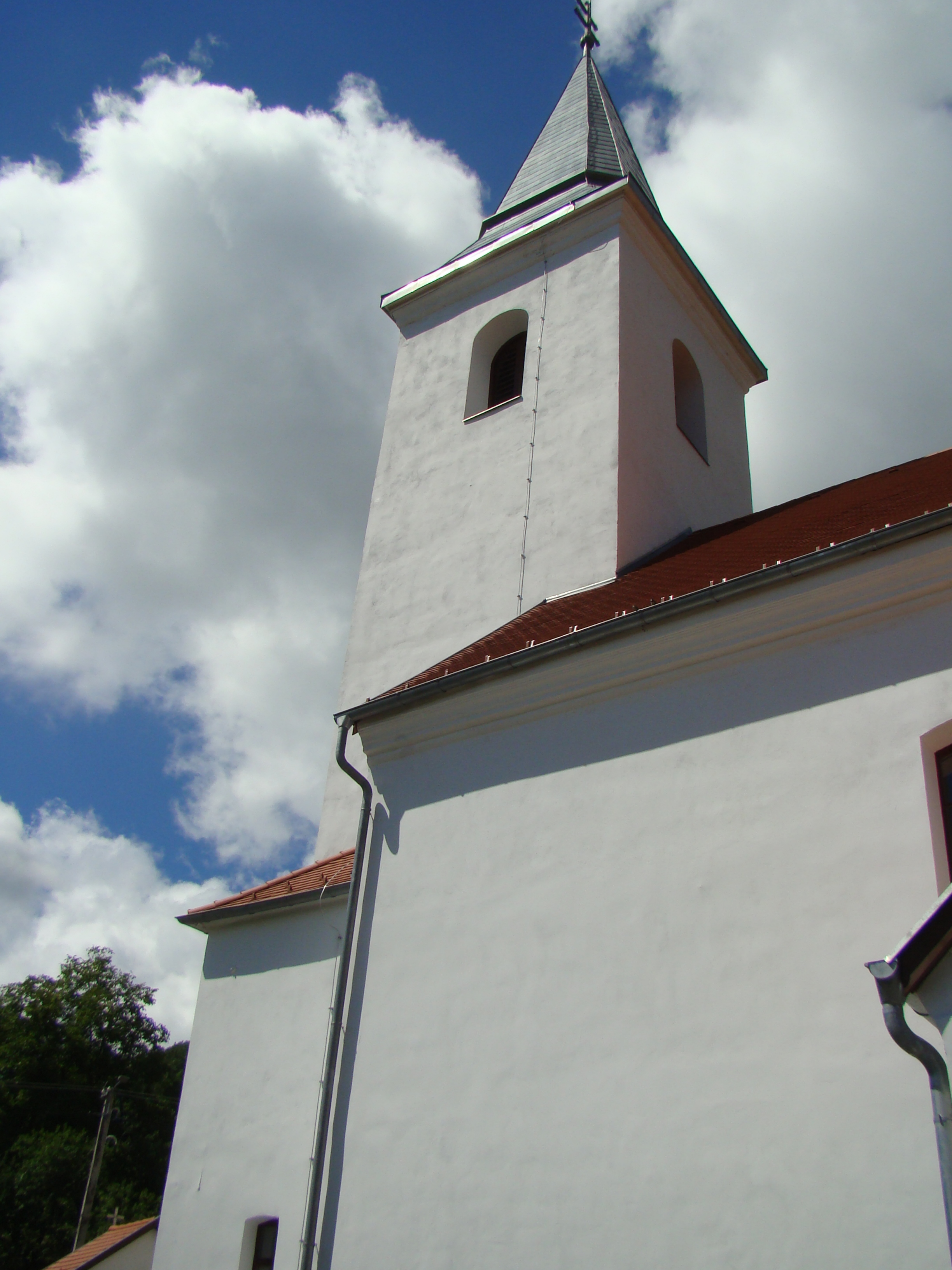
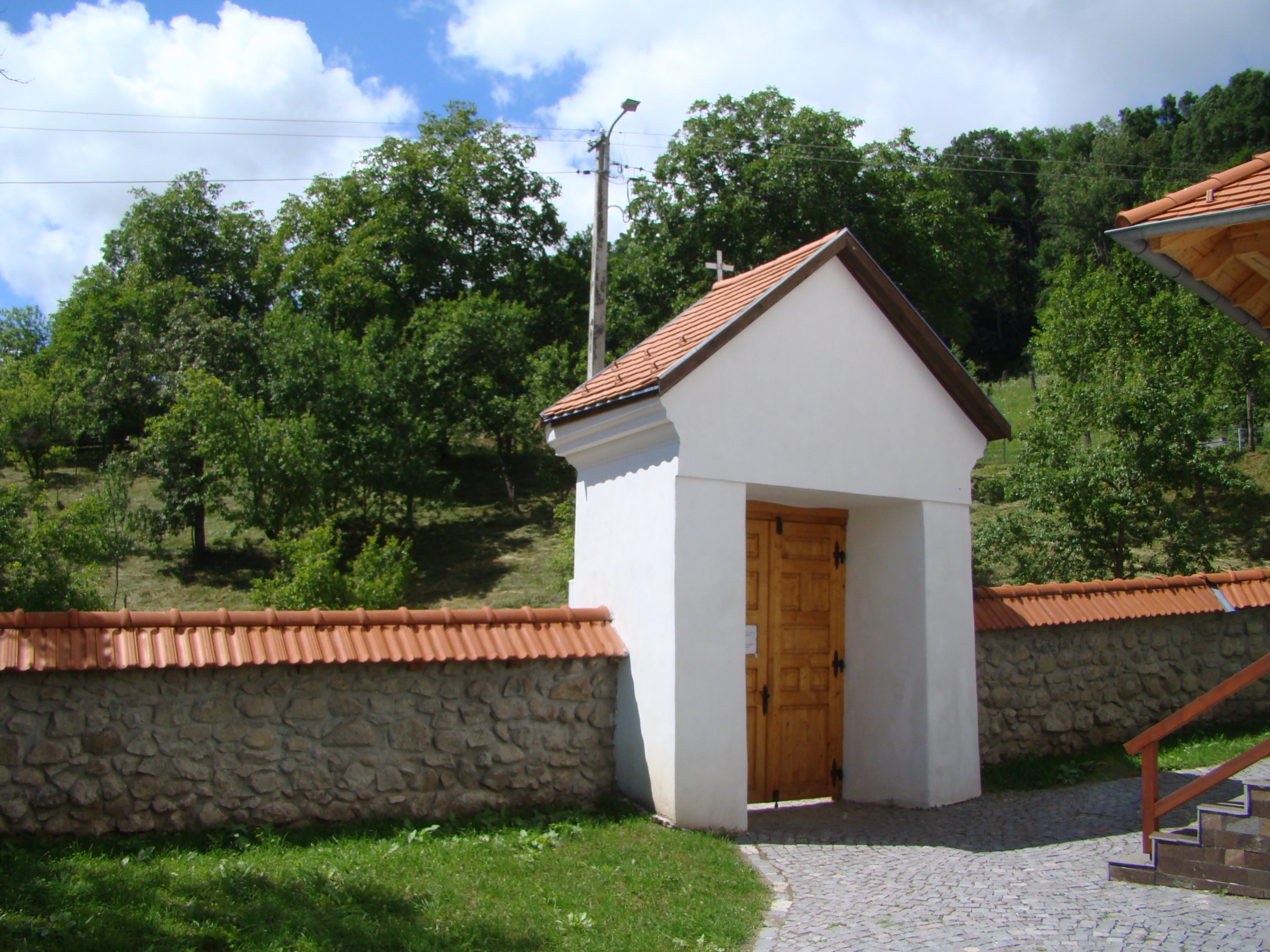
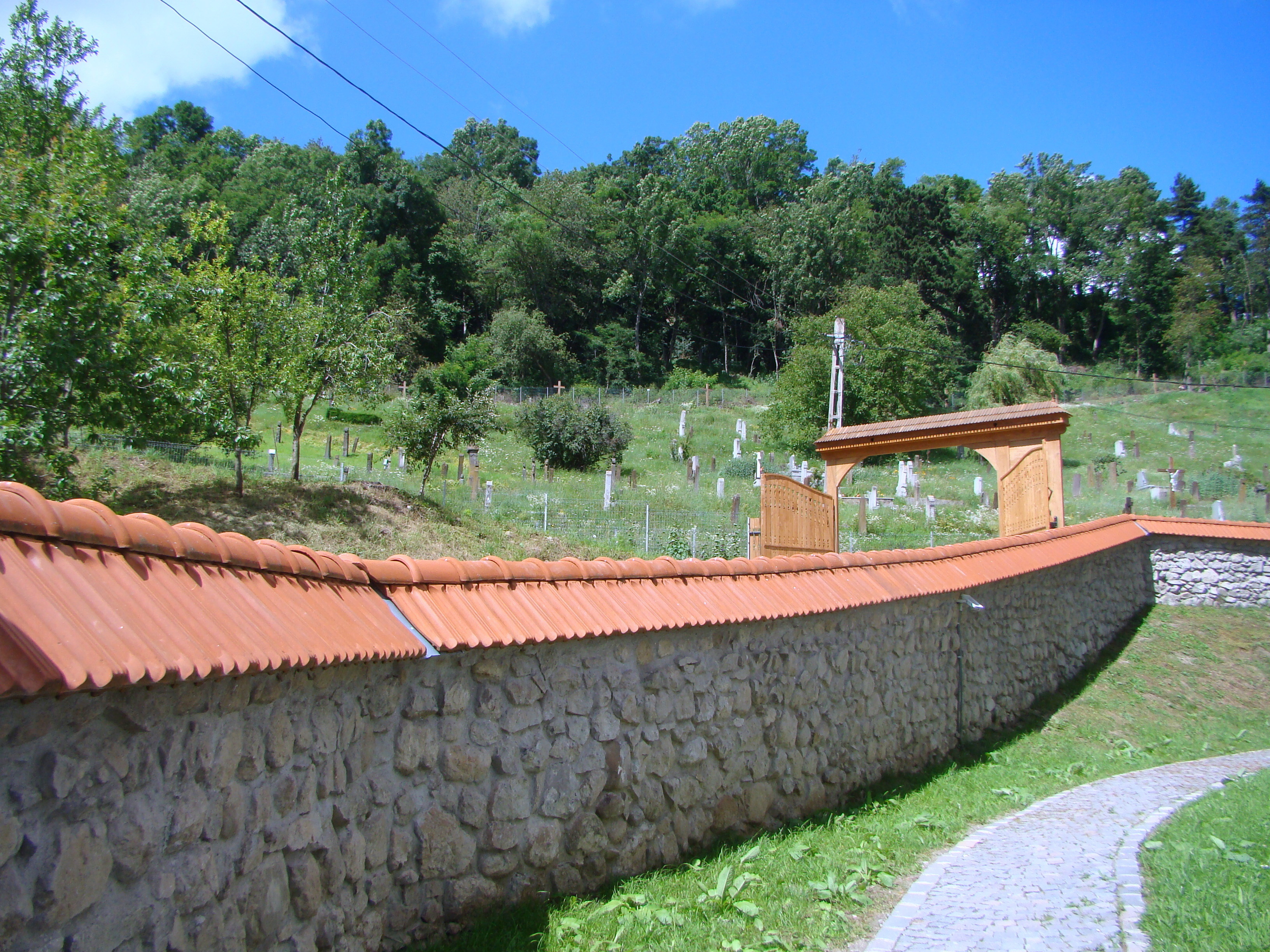
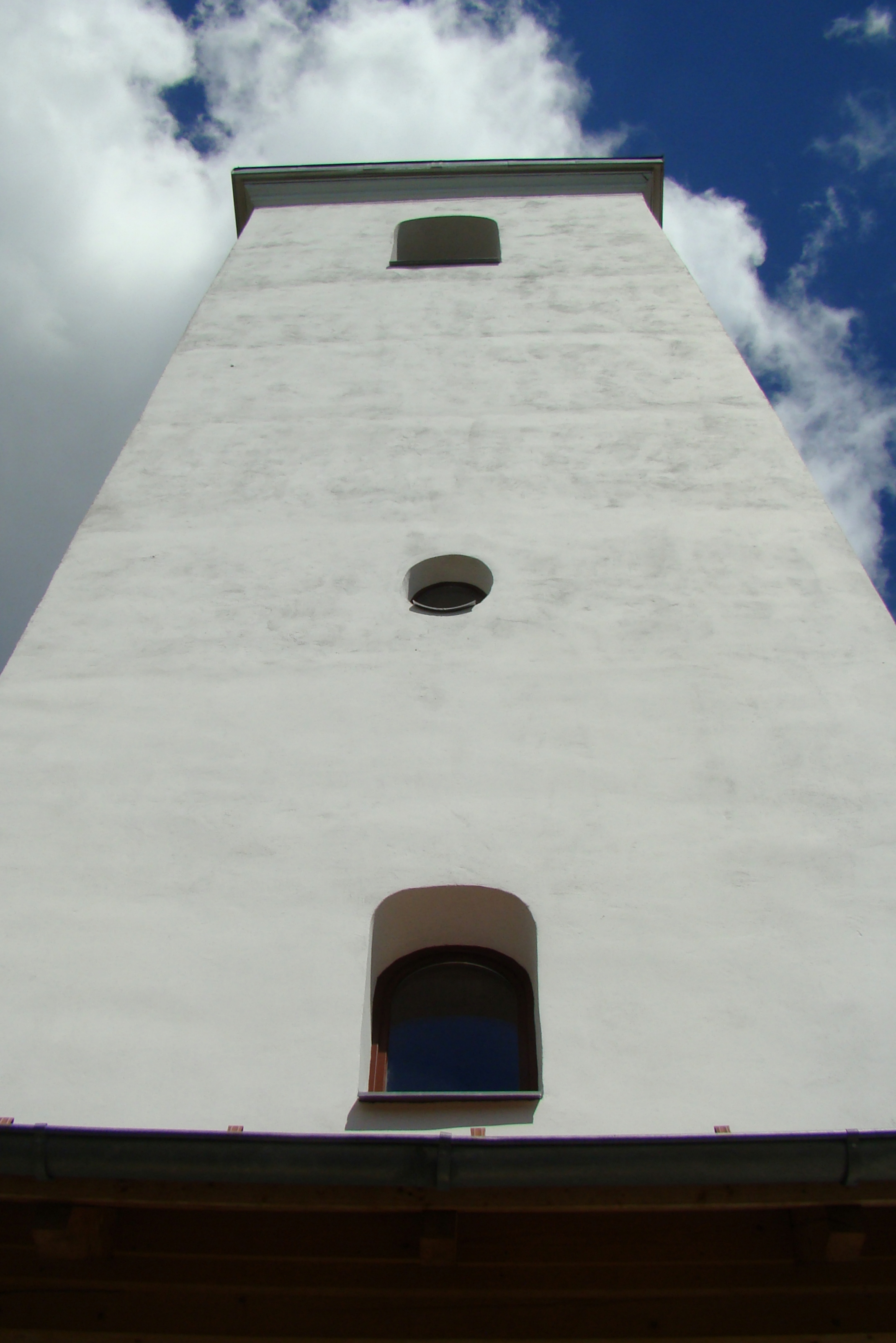
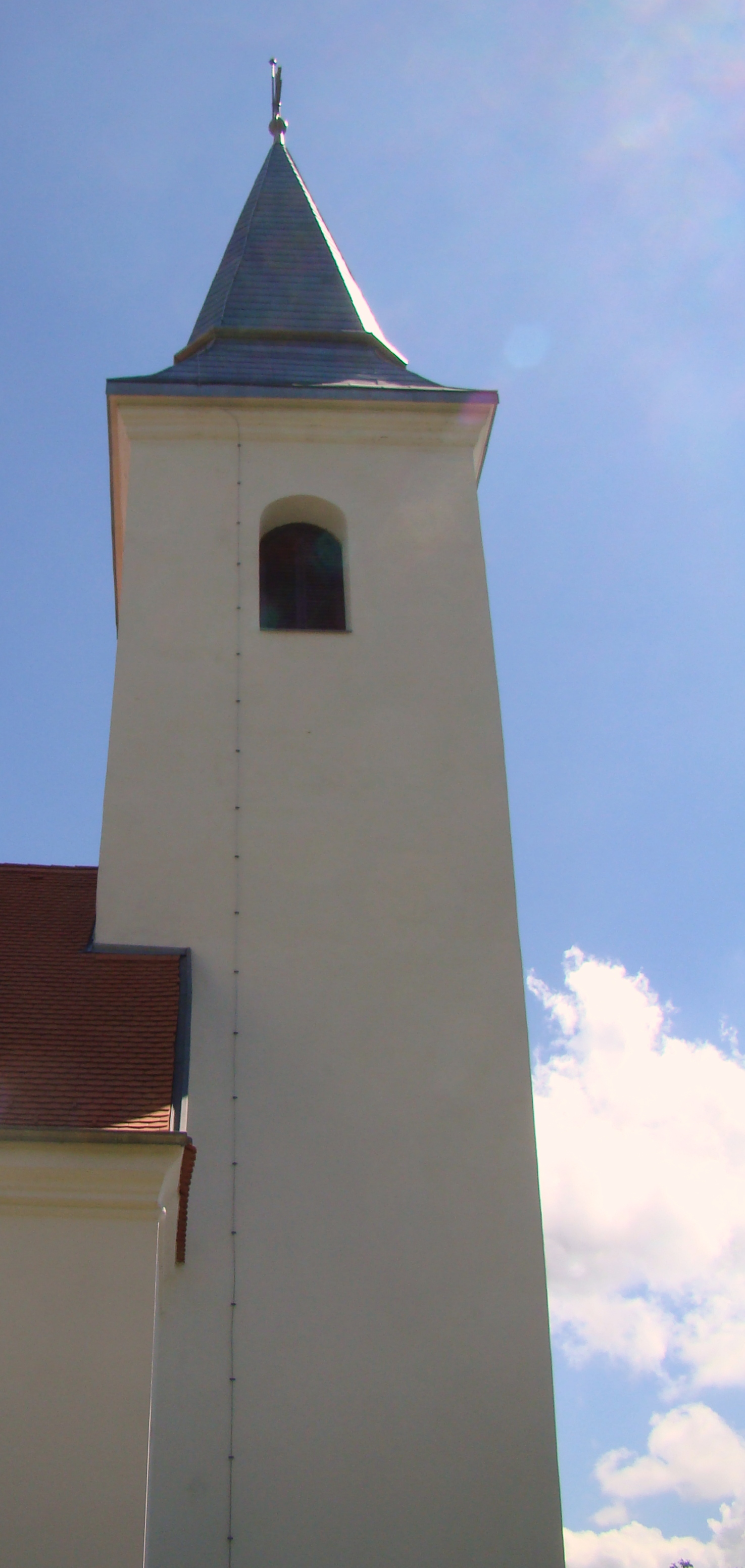
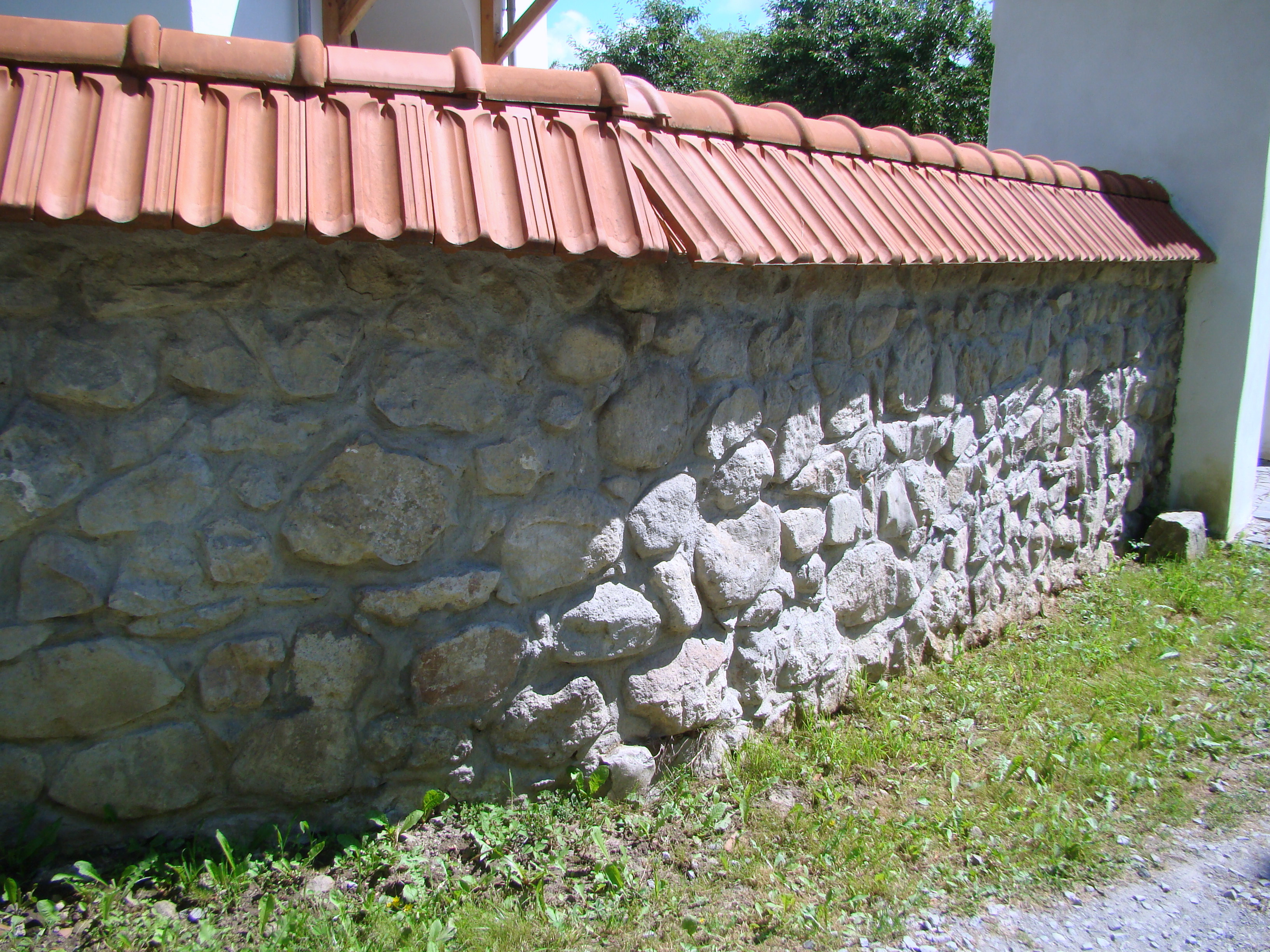
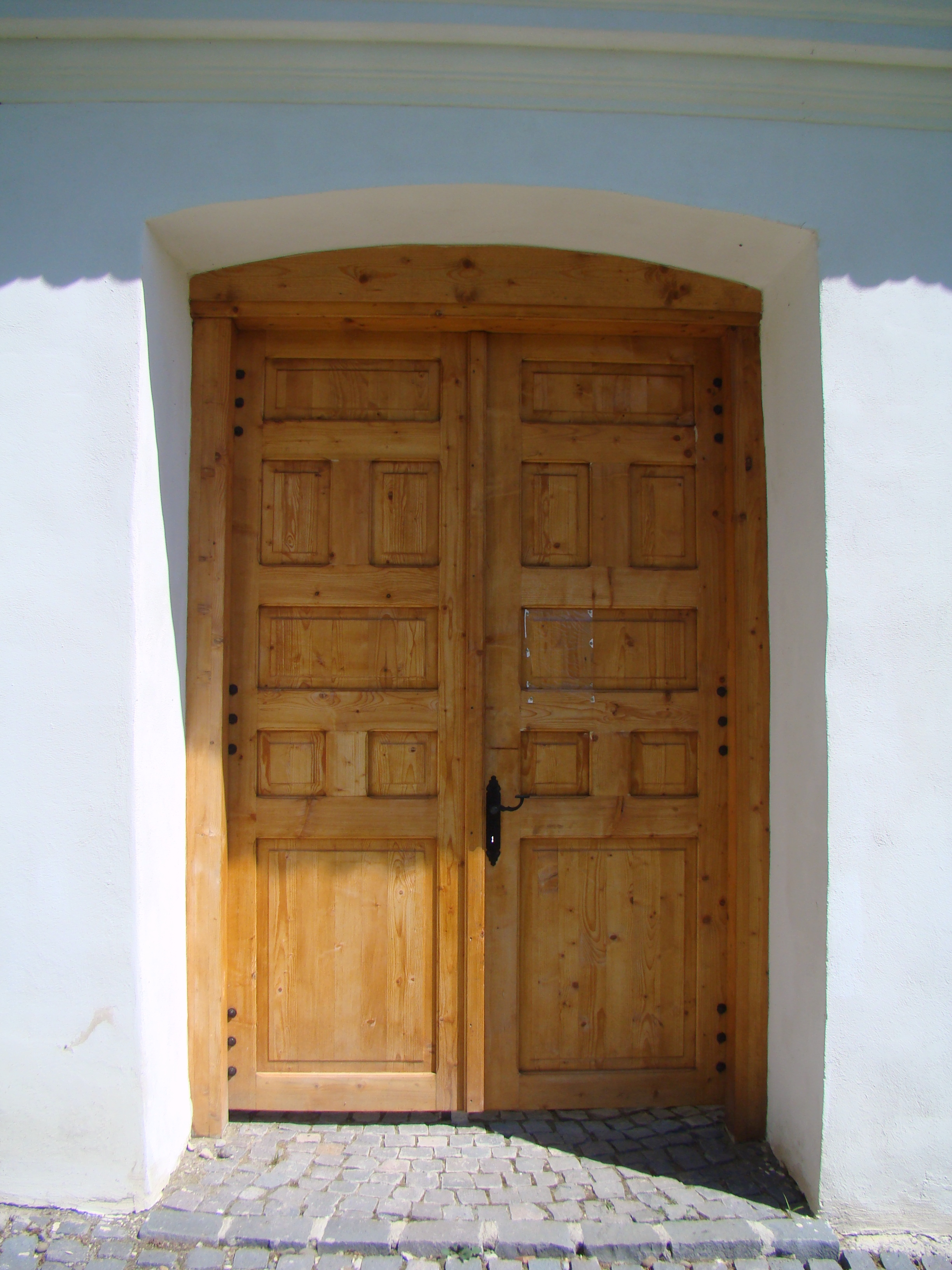
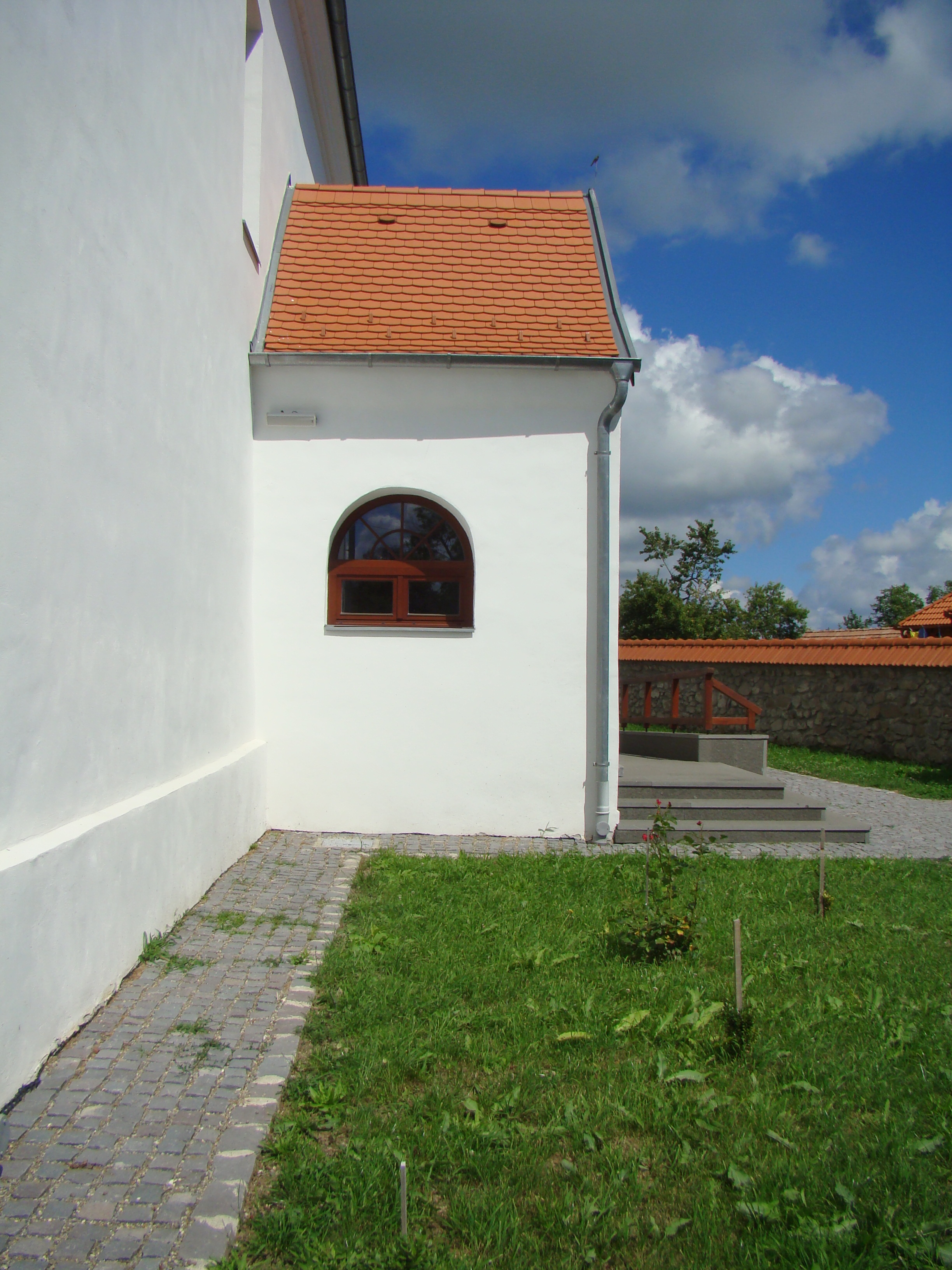
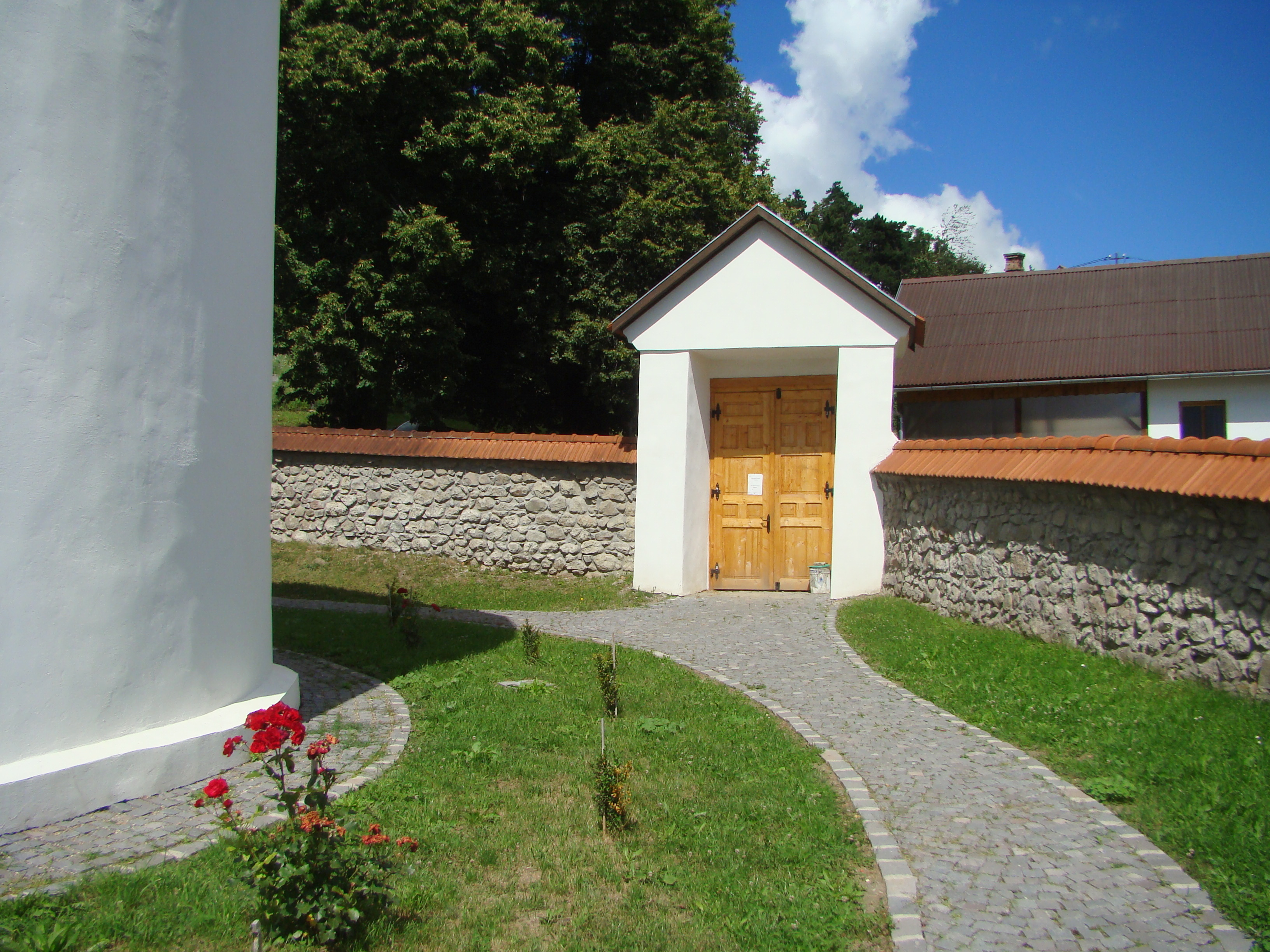
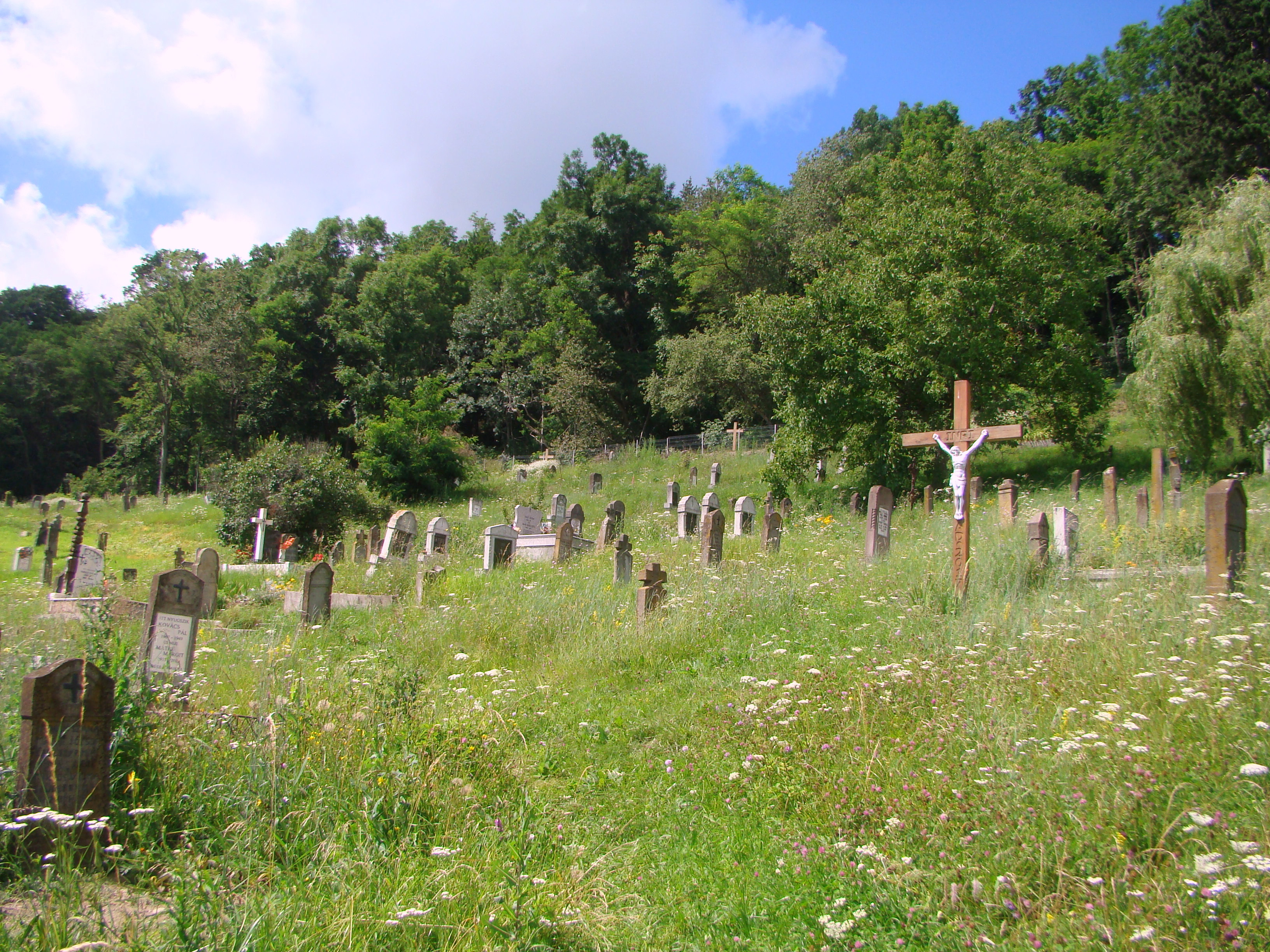
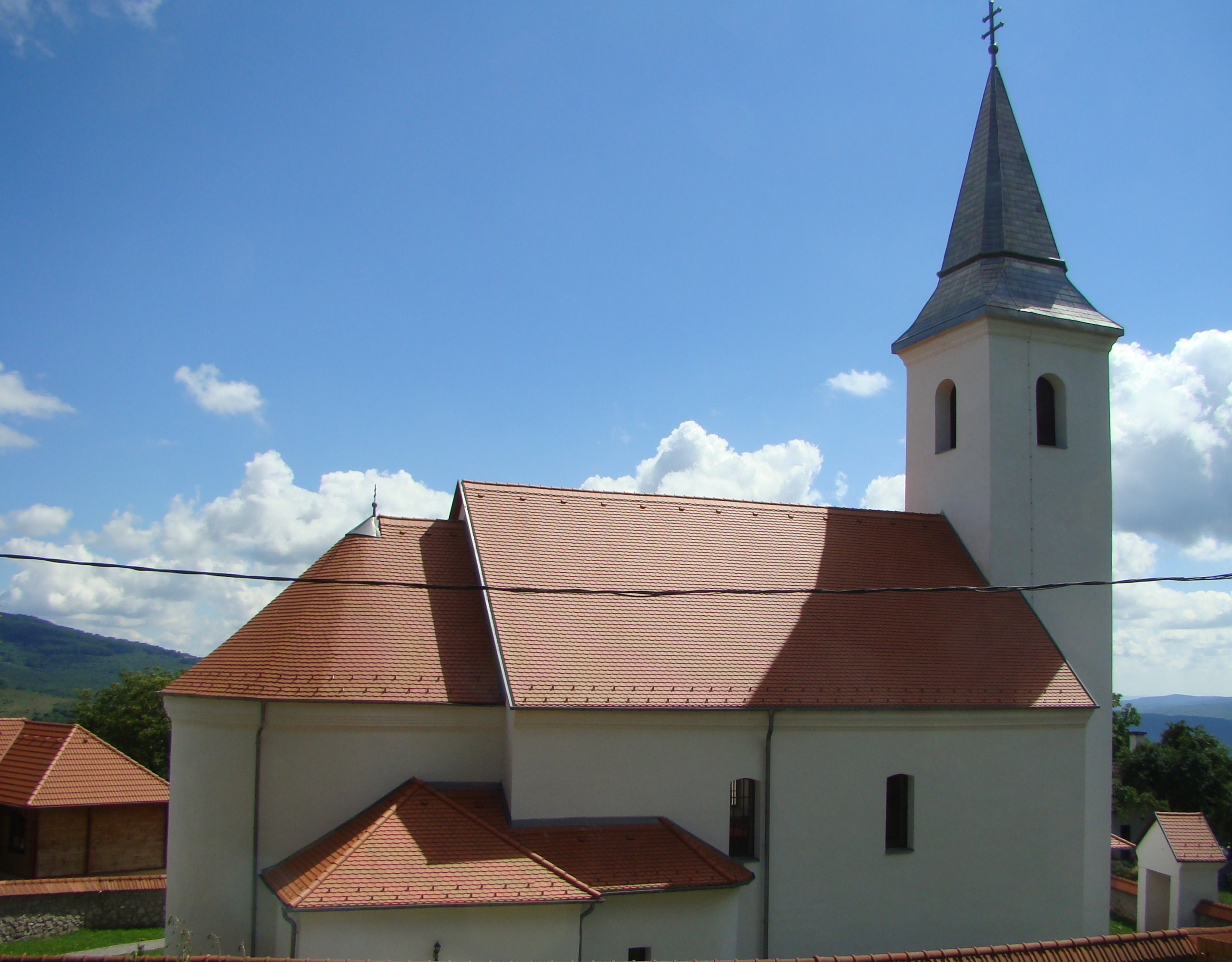
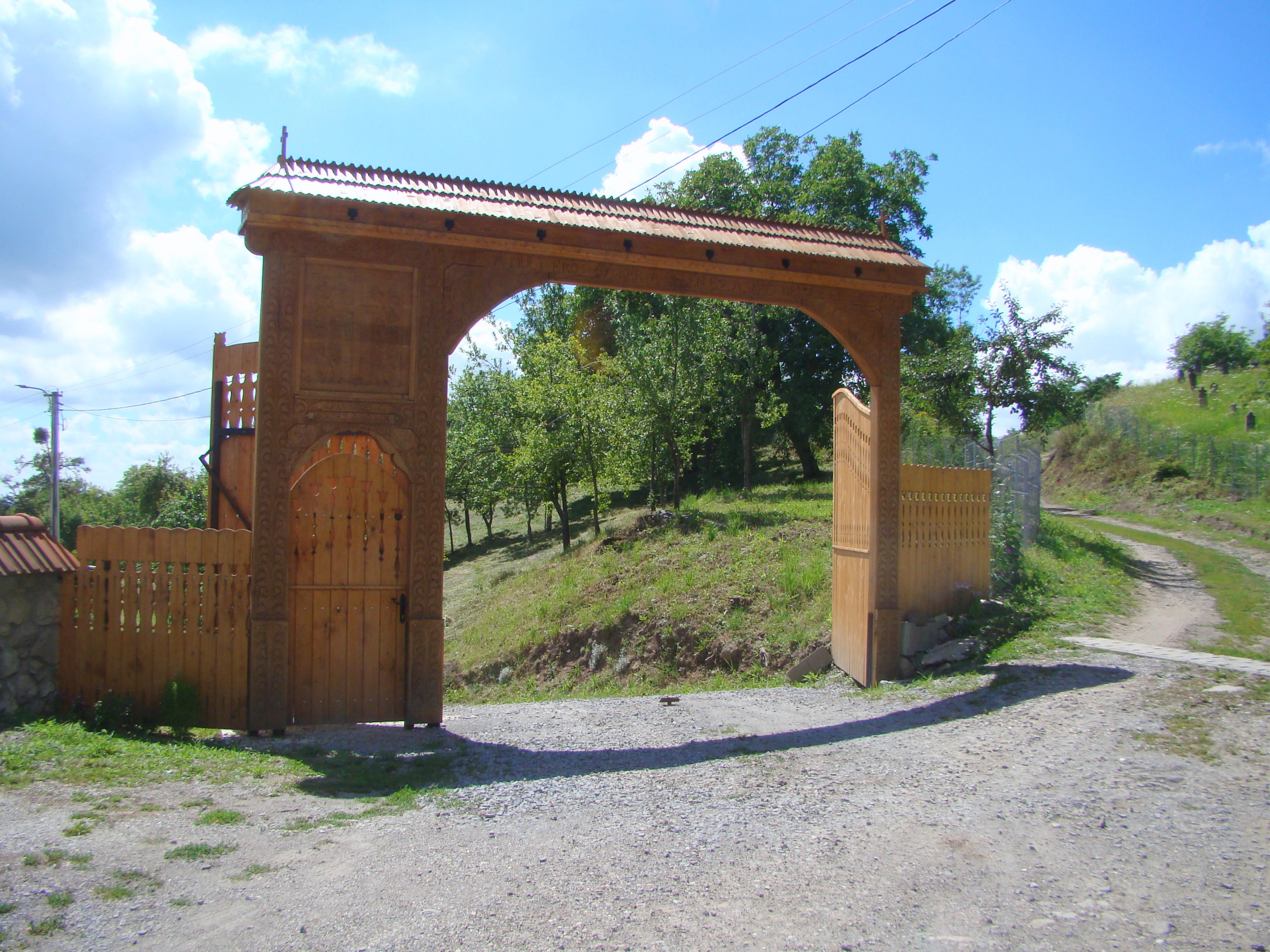
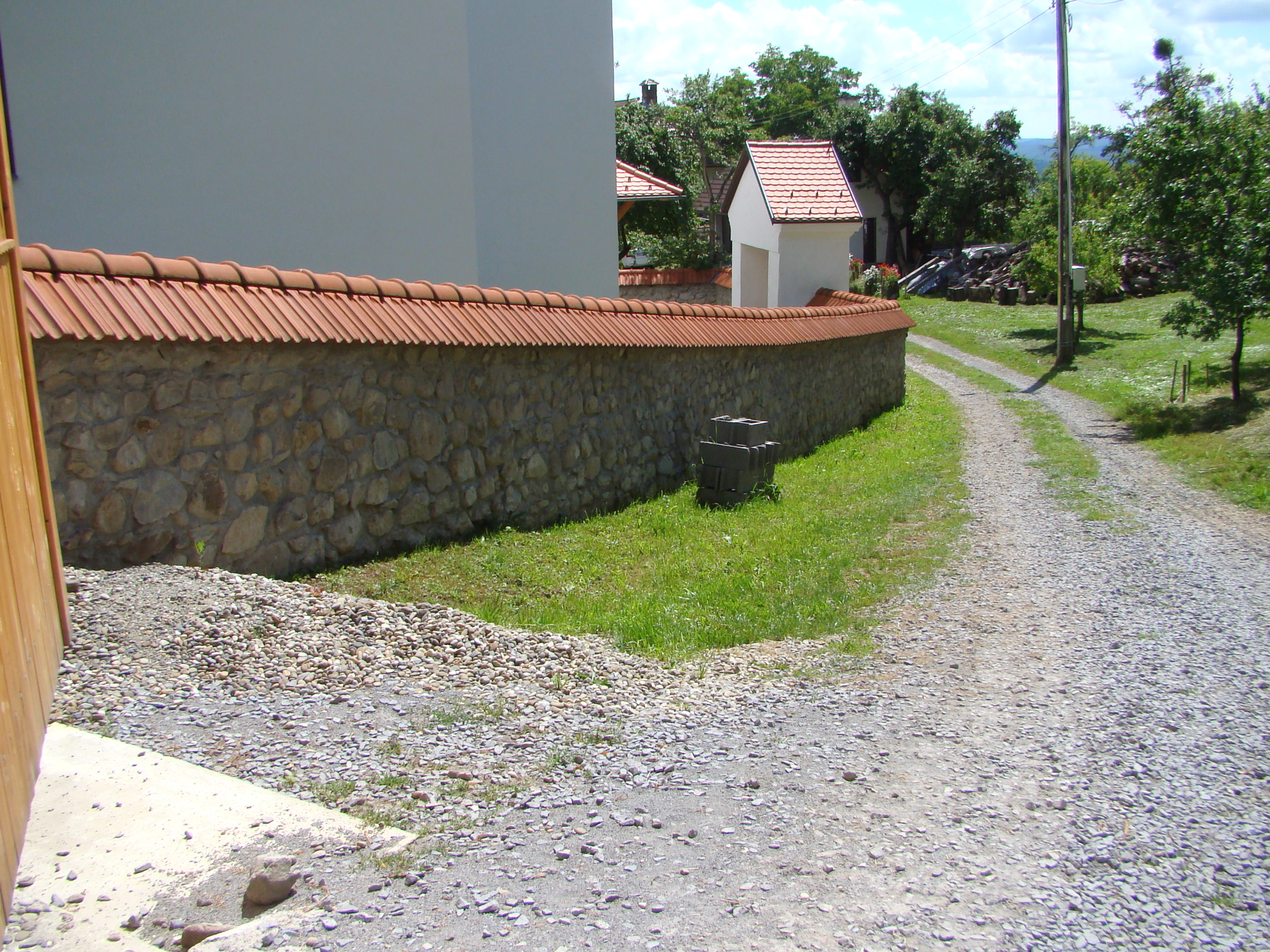

## Vezi și
- Atia, Harghita

## Imagini din interior

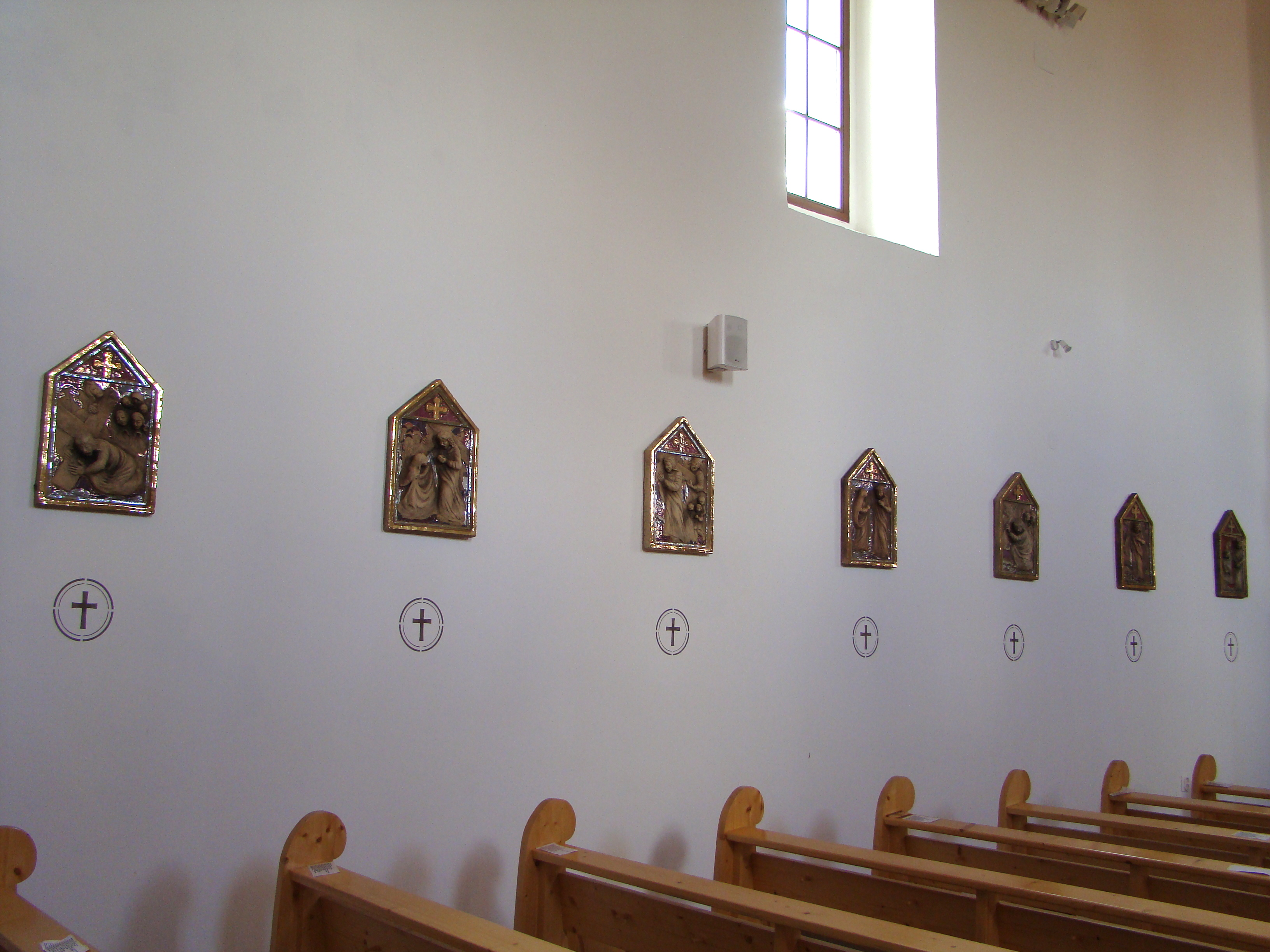
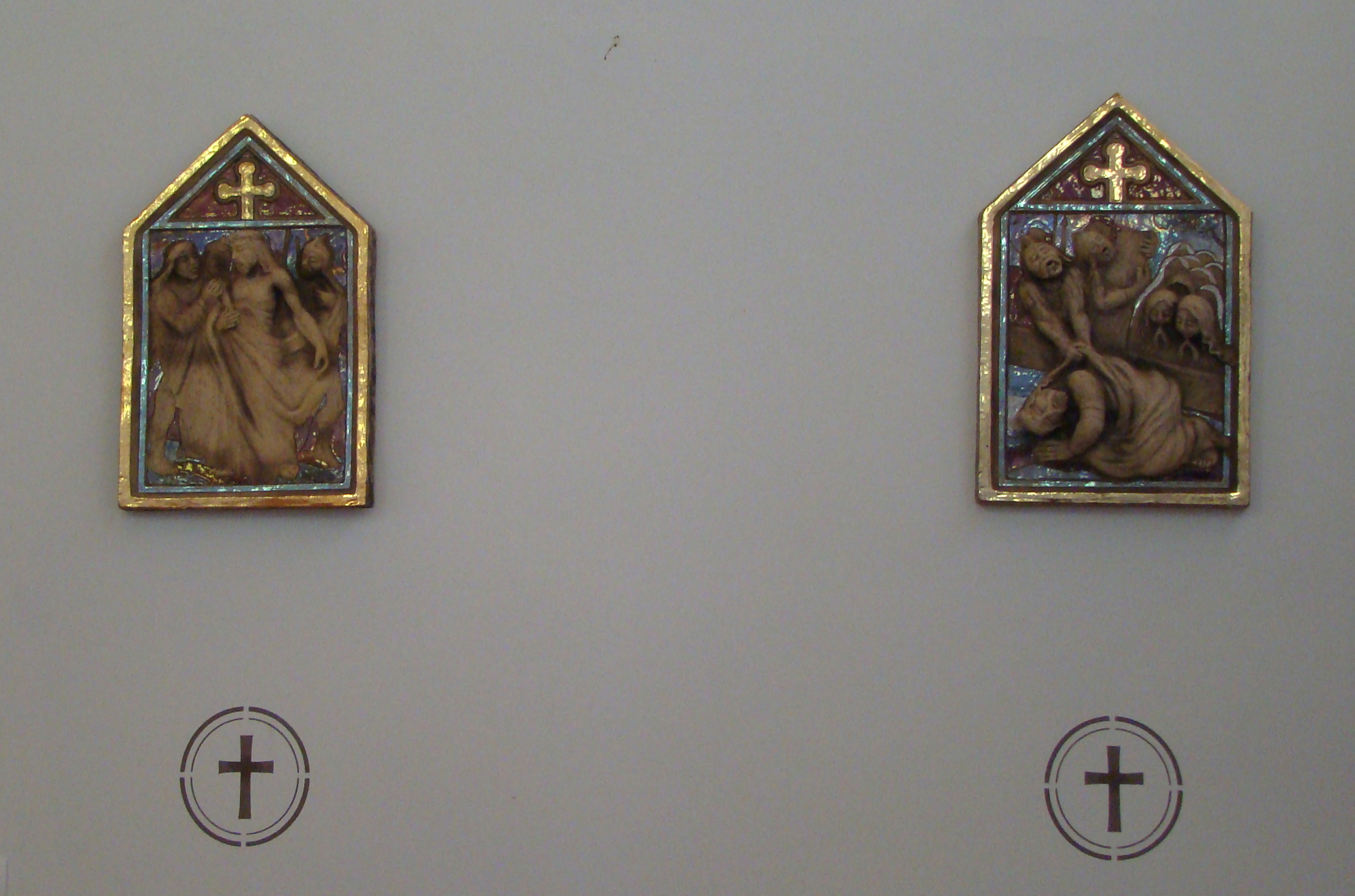
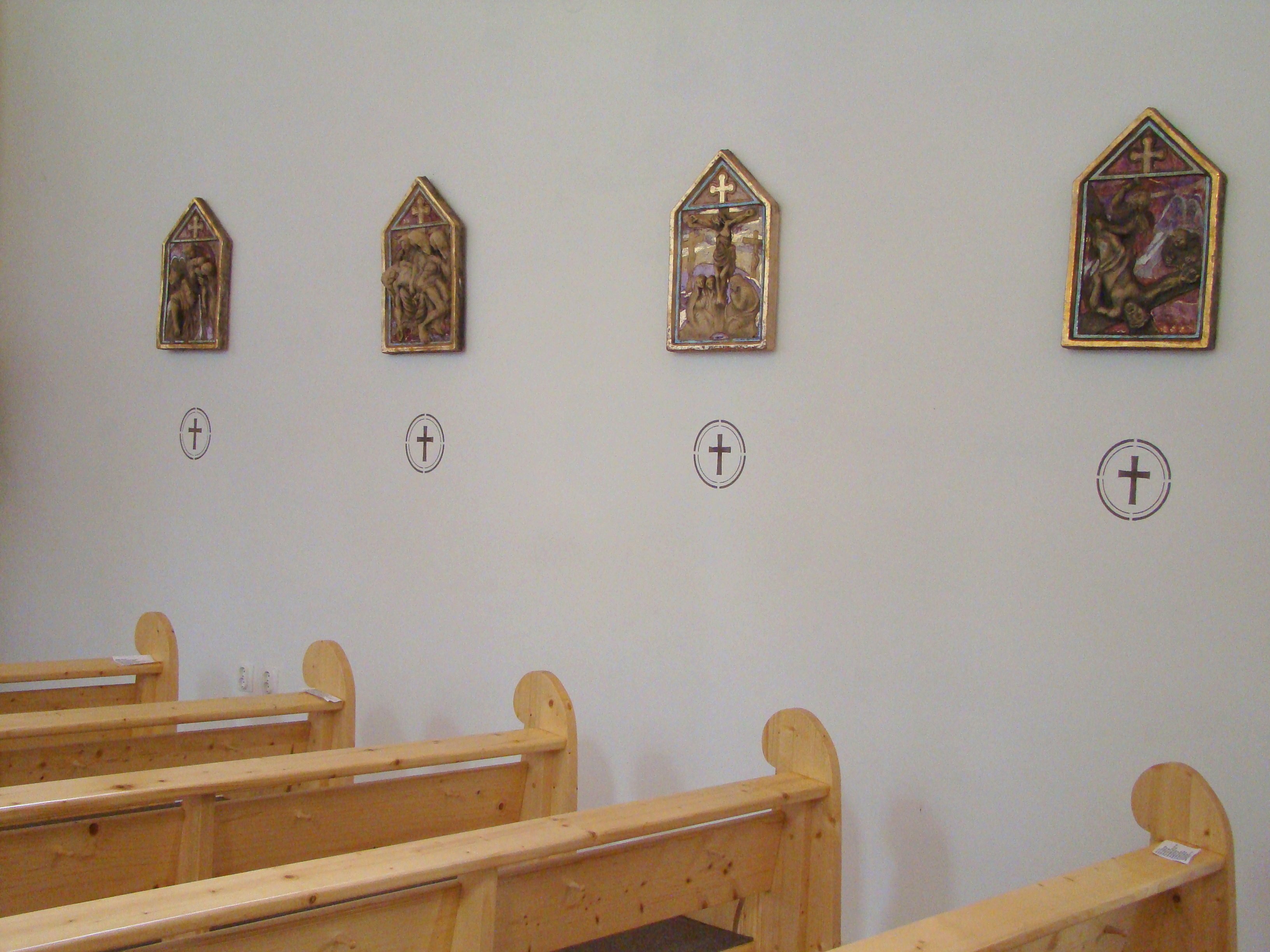
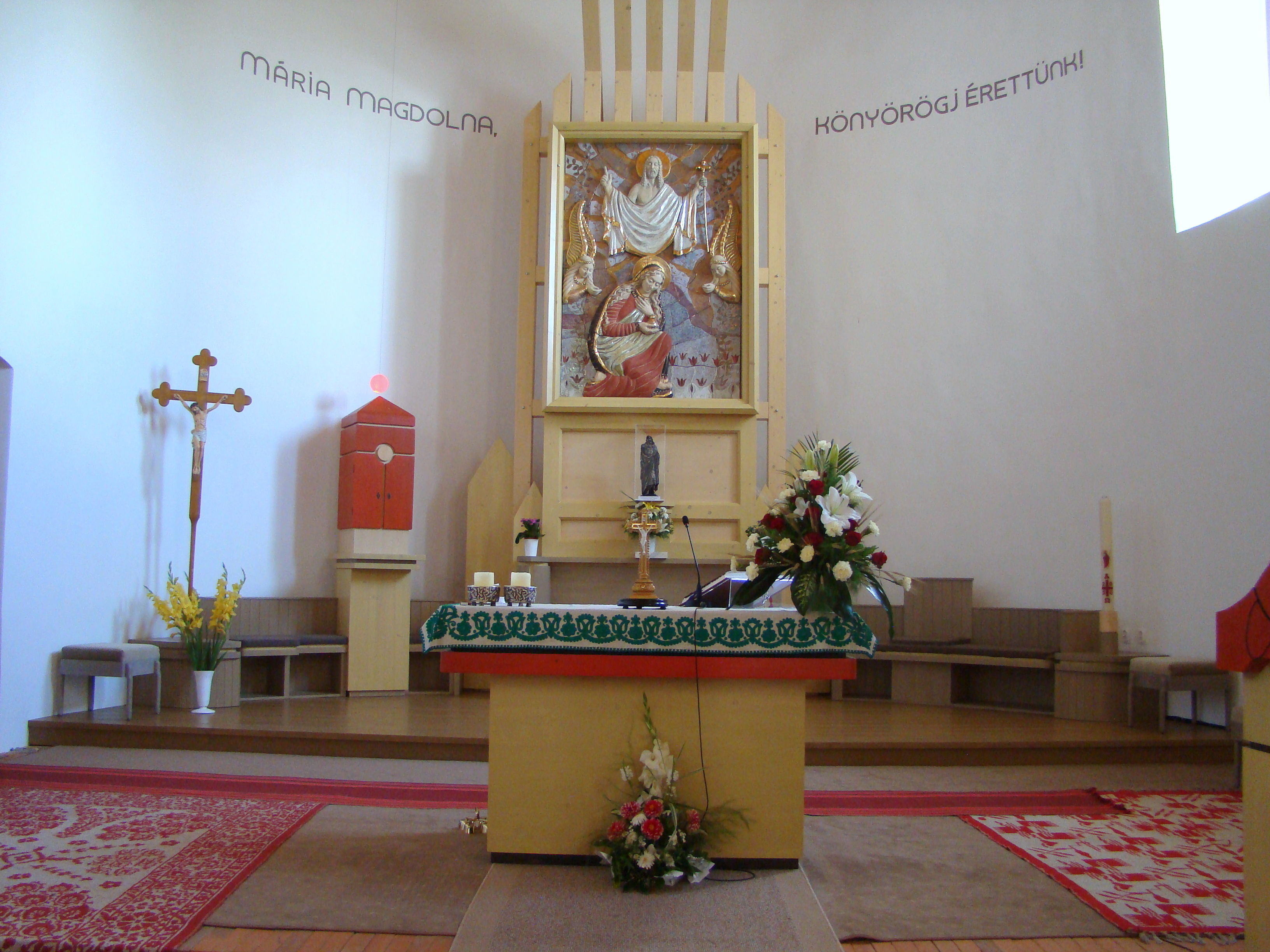
"Maria Magdaleno, roagă-te pentru noi !"
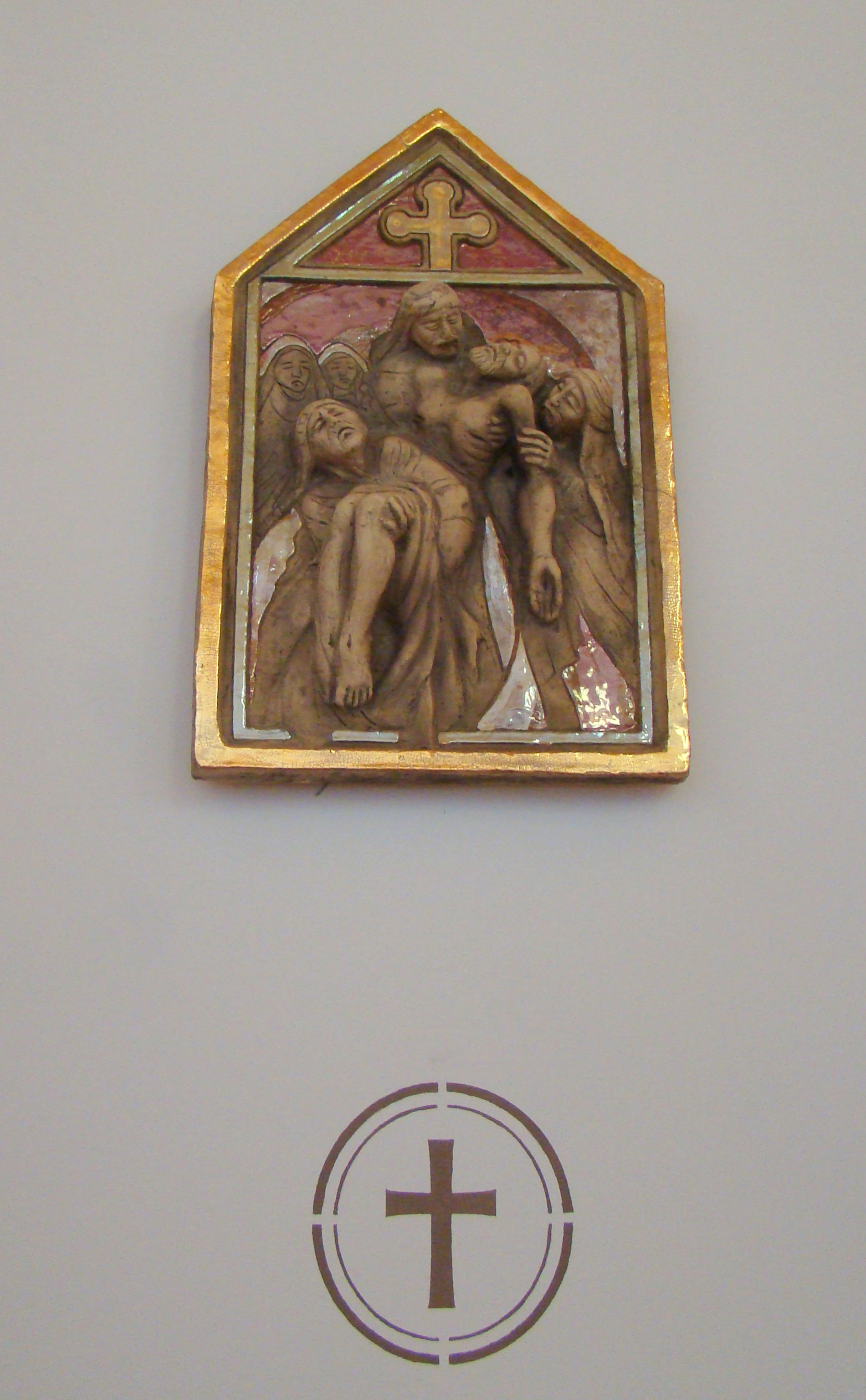
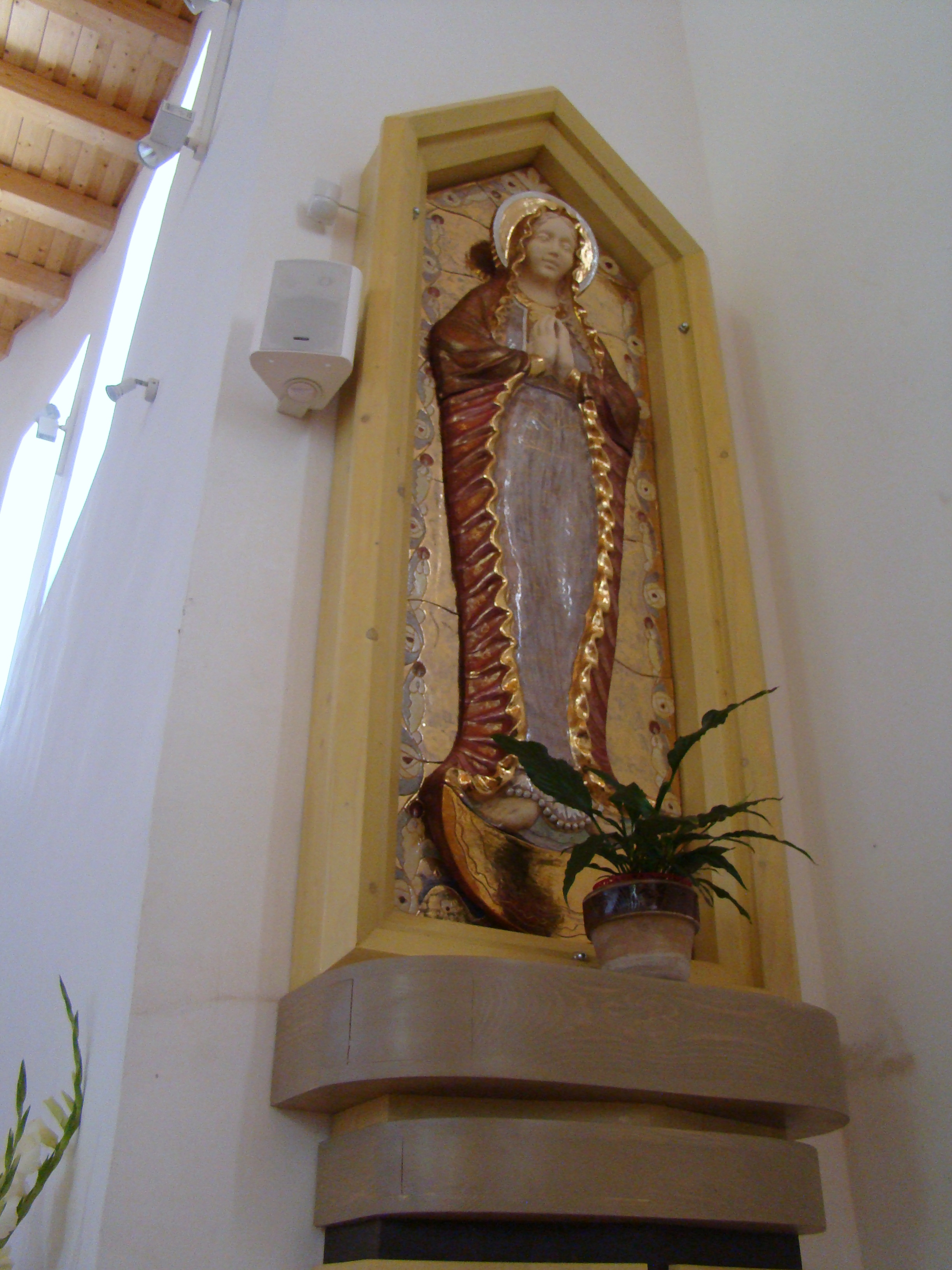
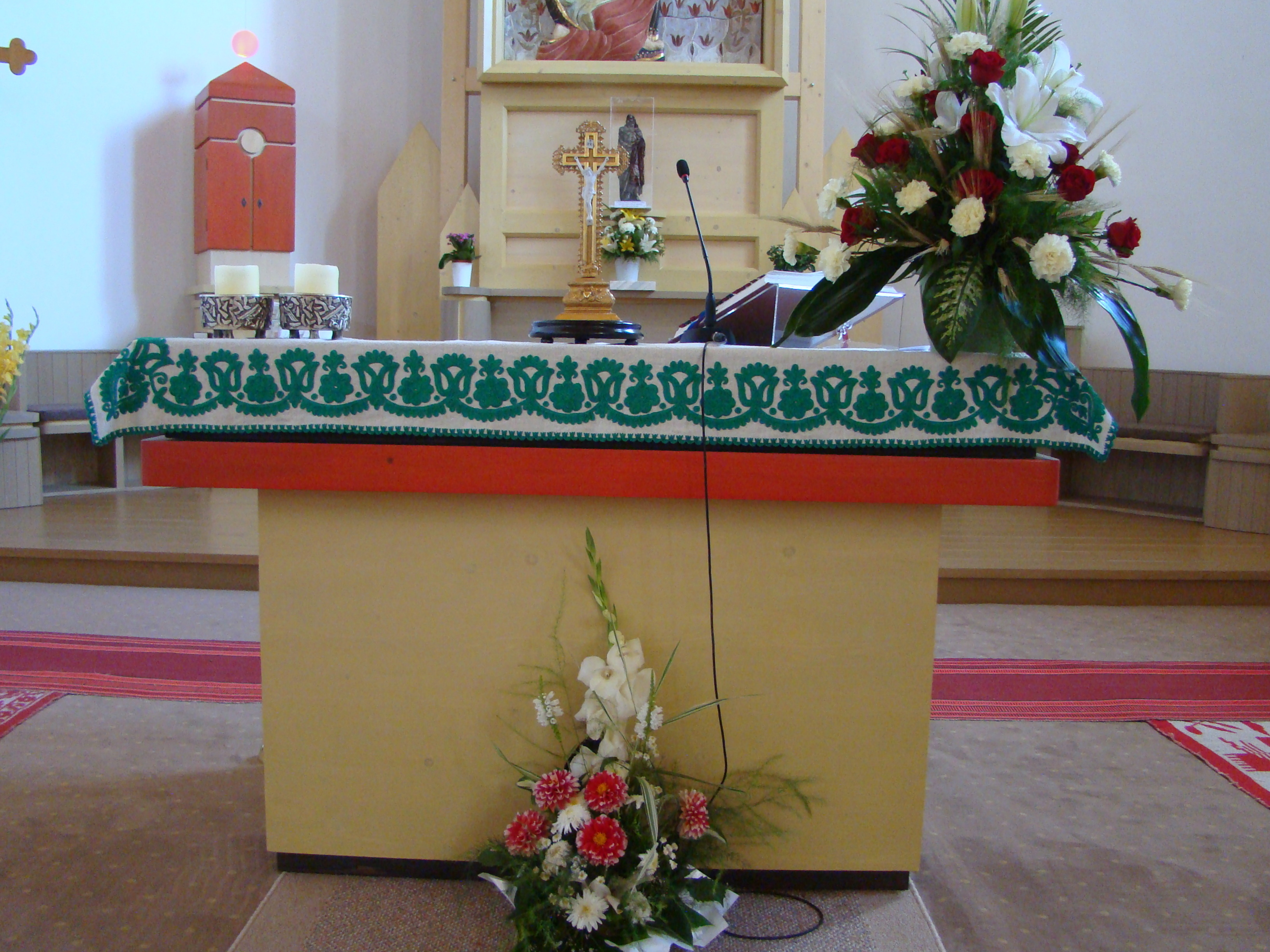
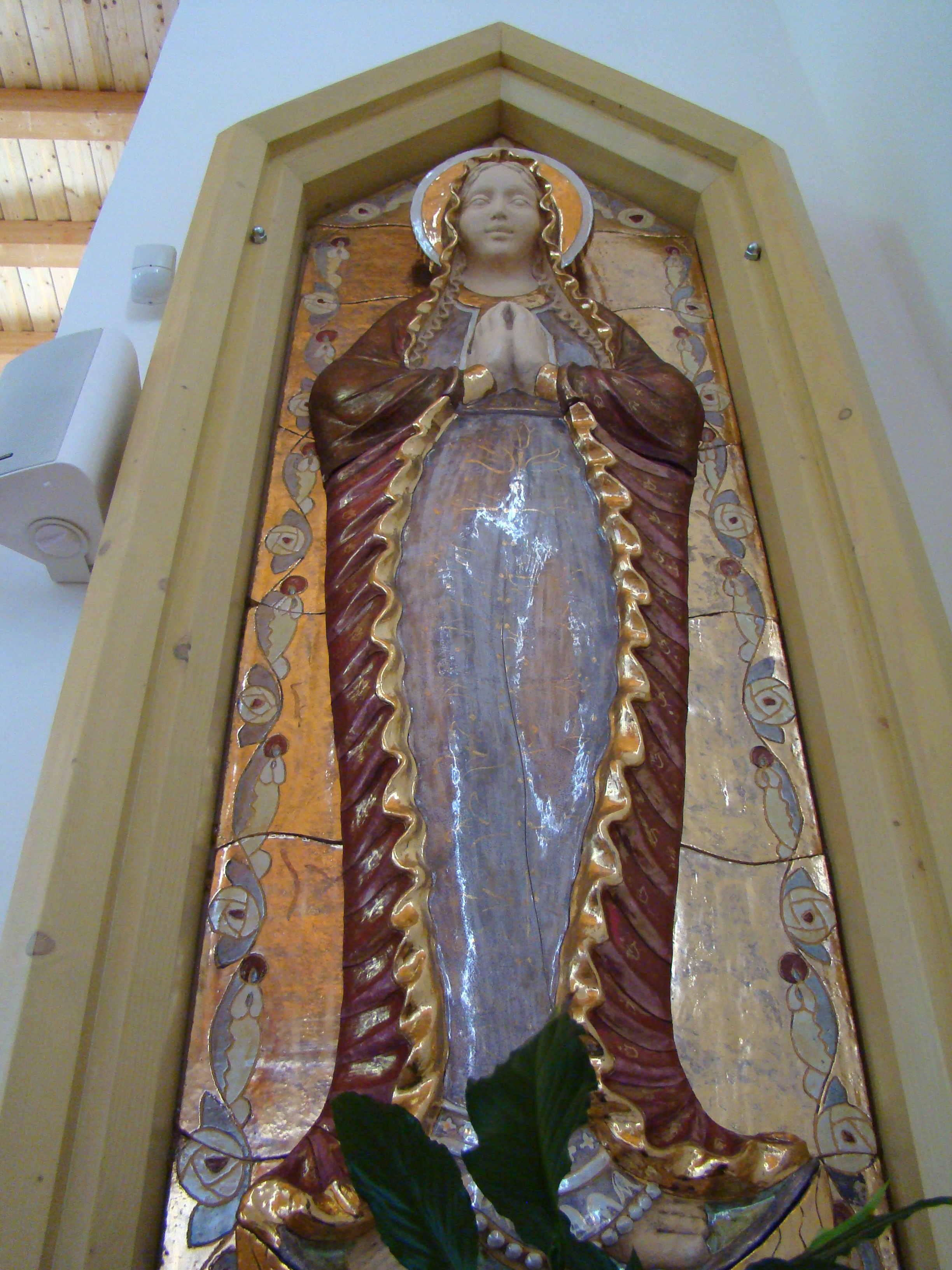
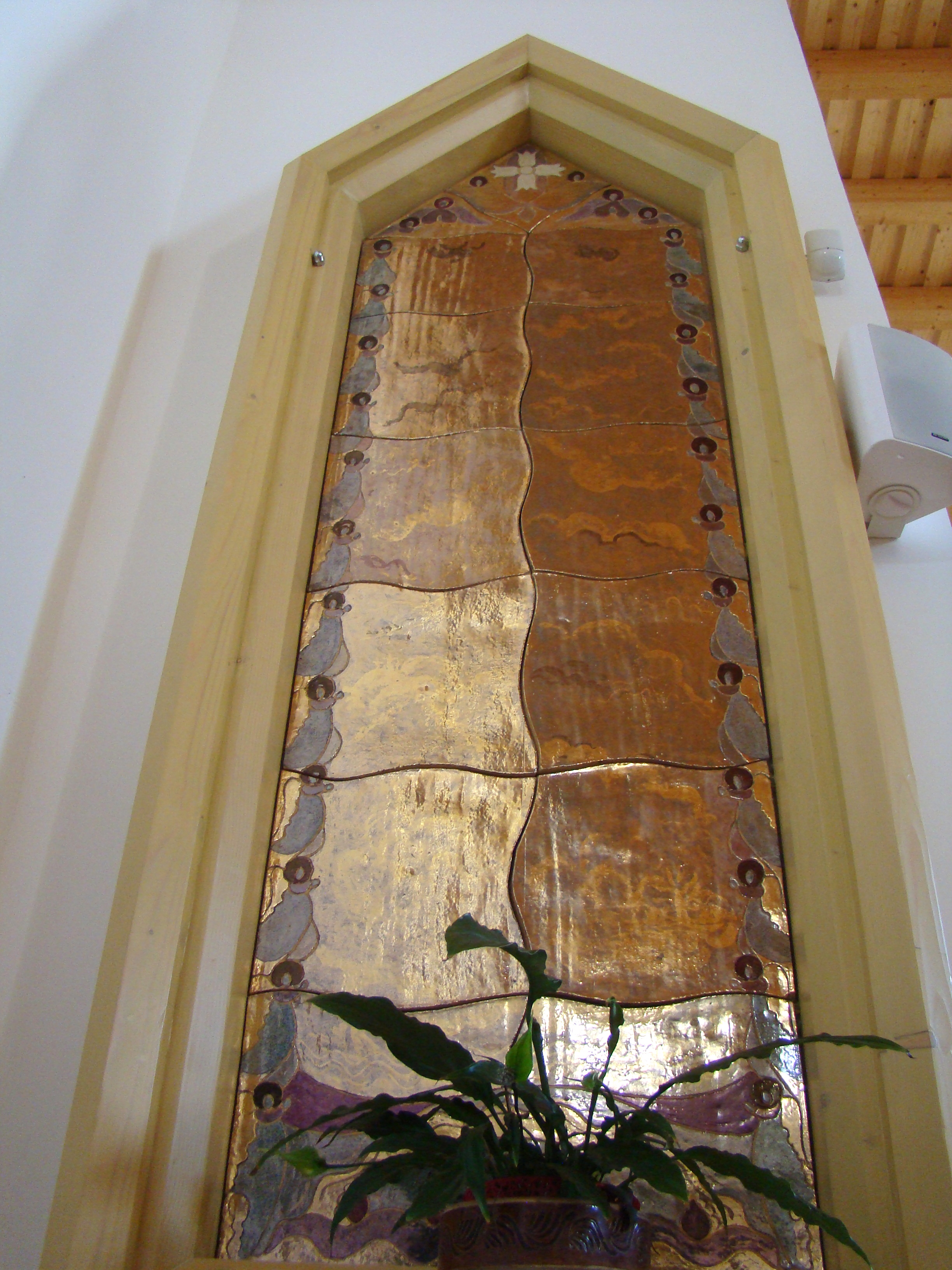
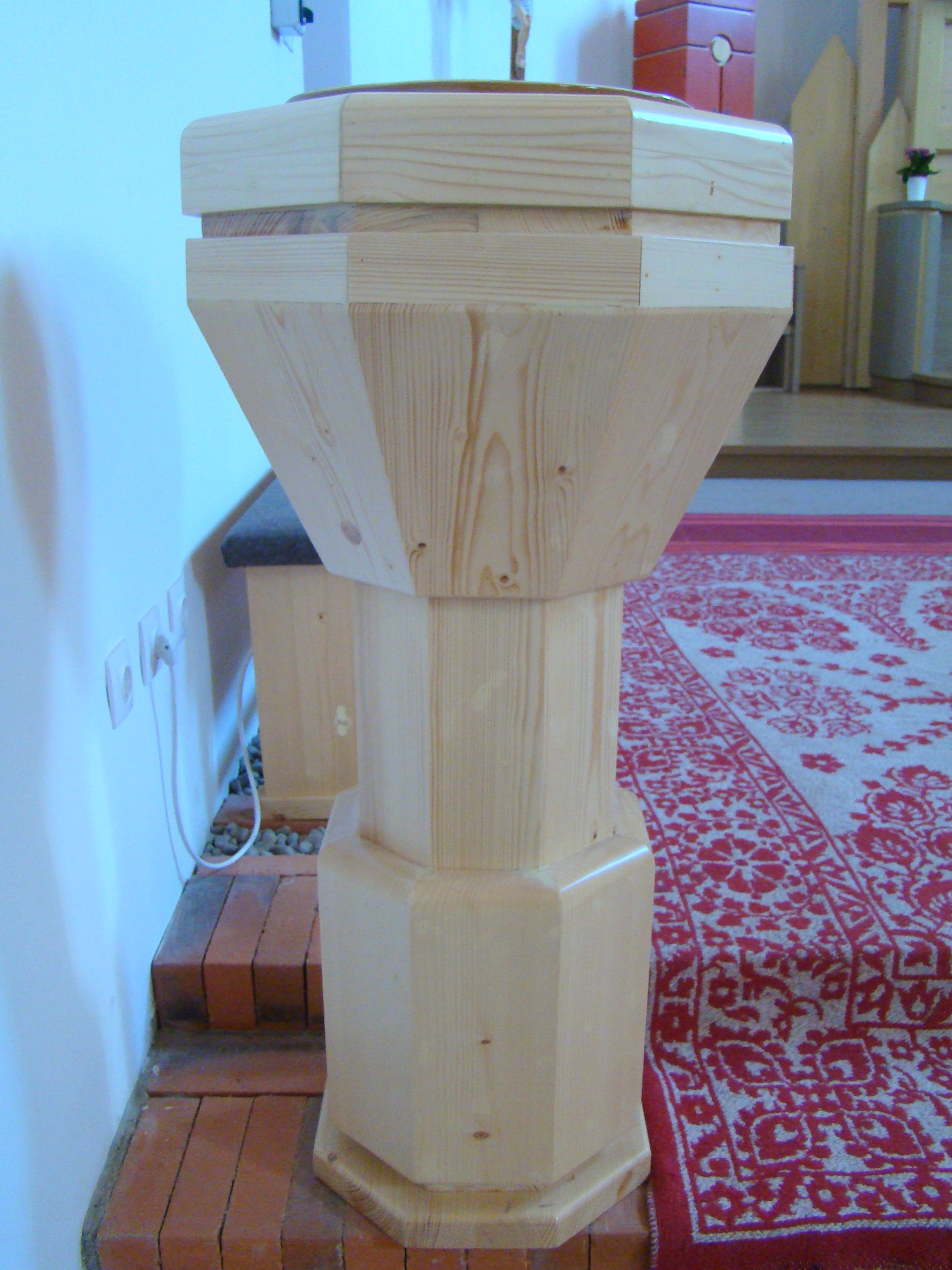
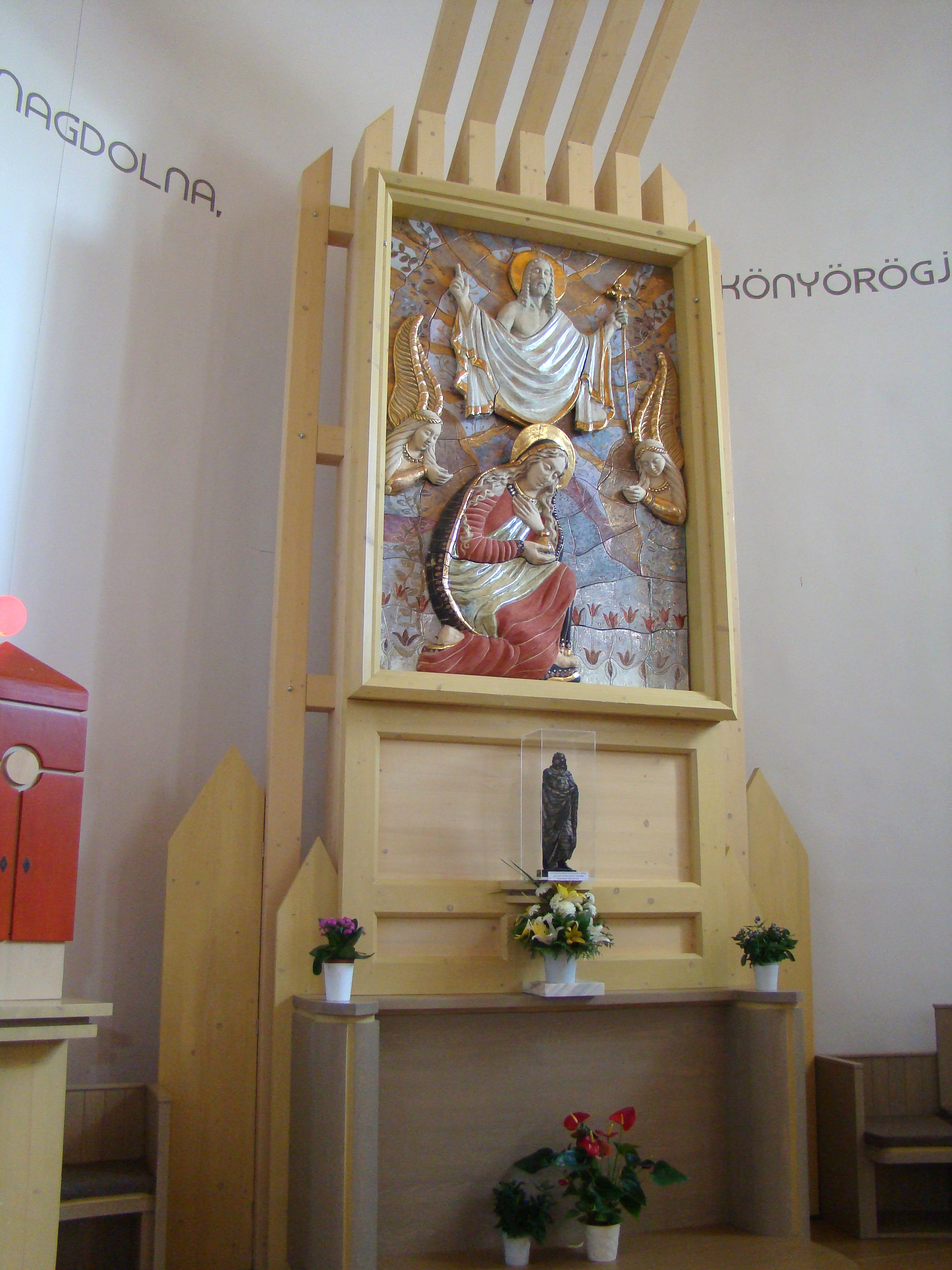
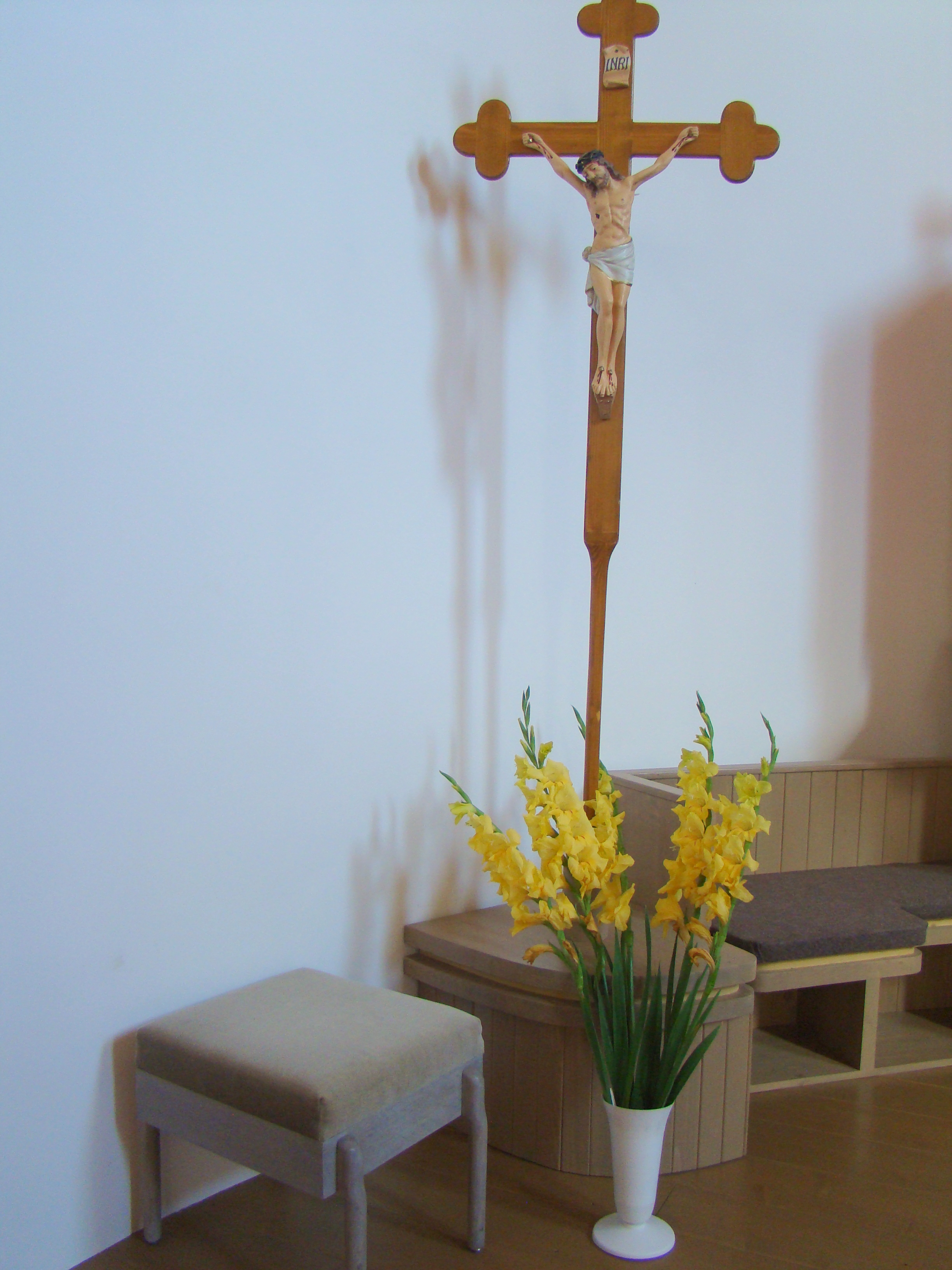
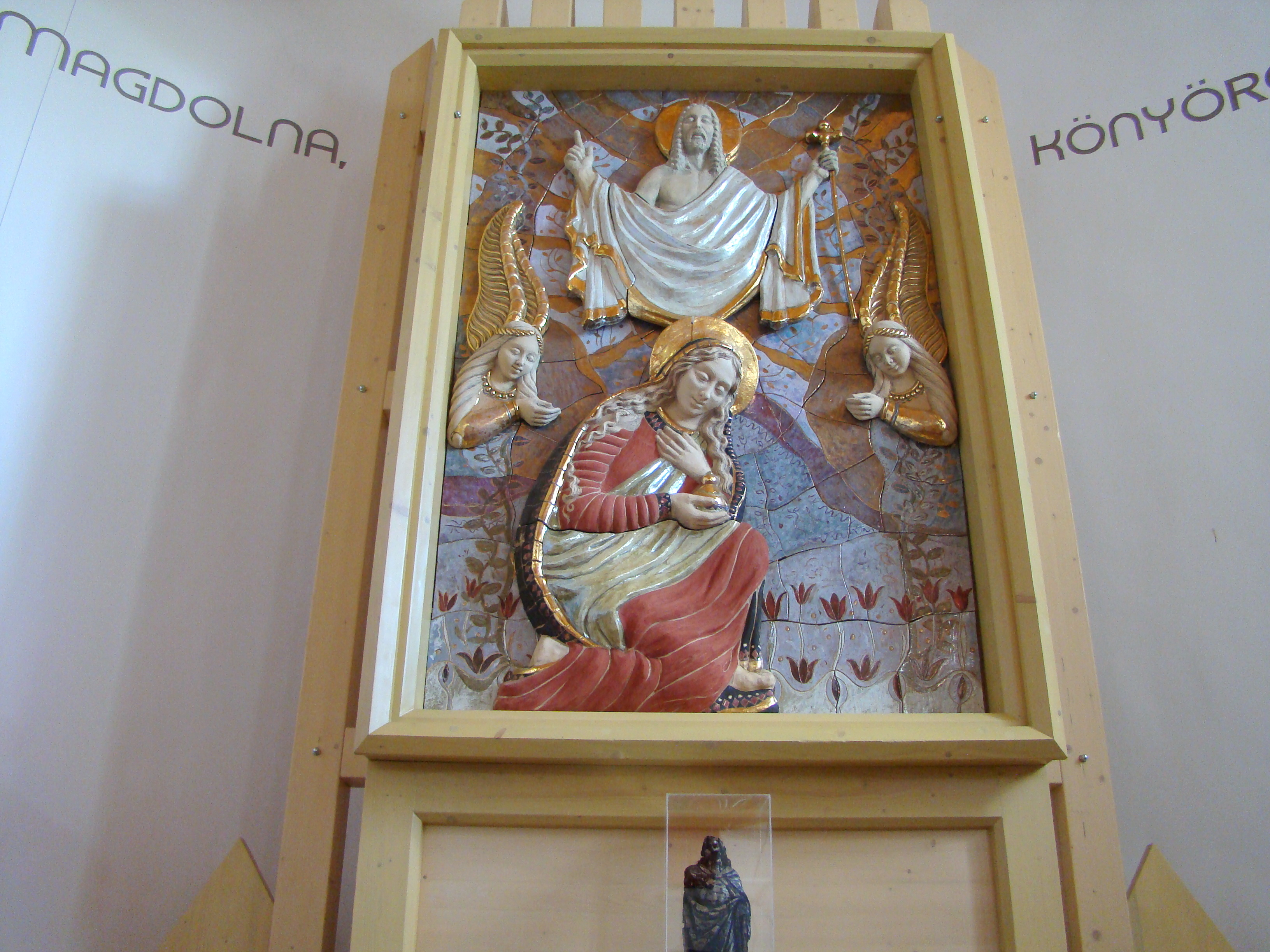
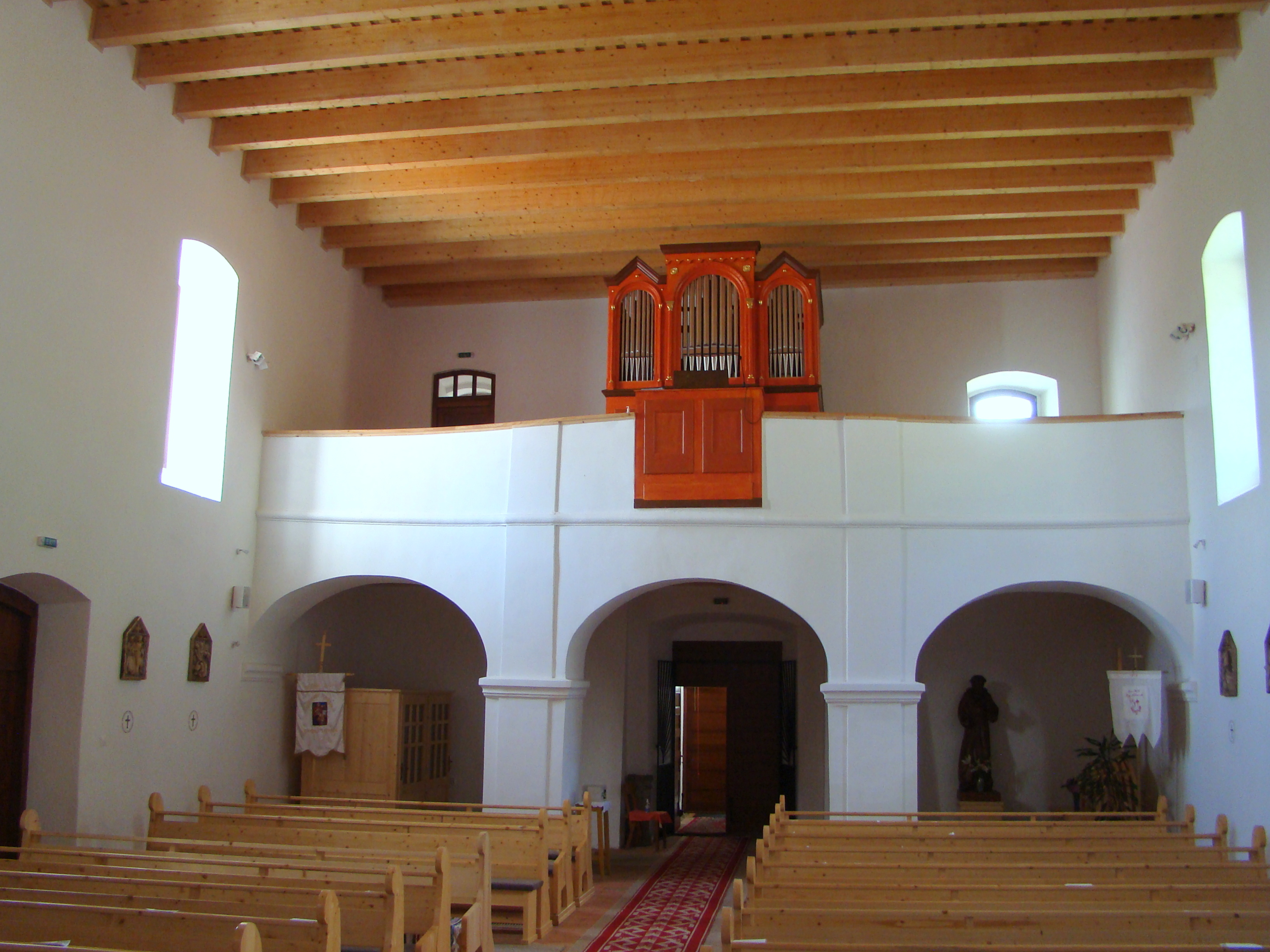
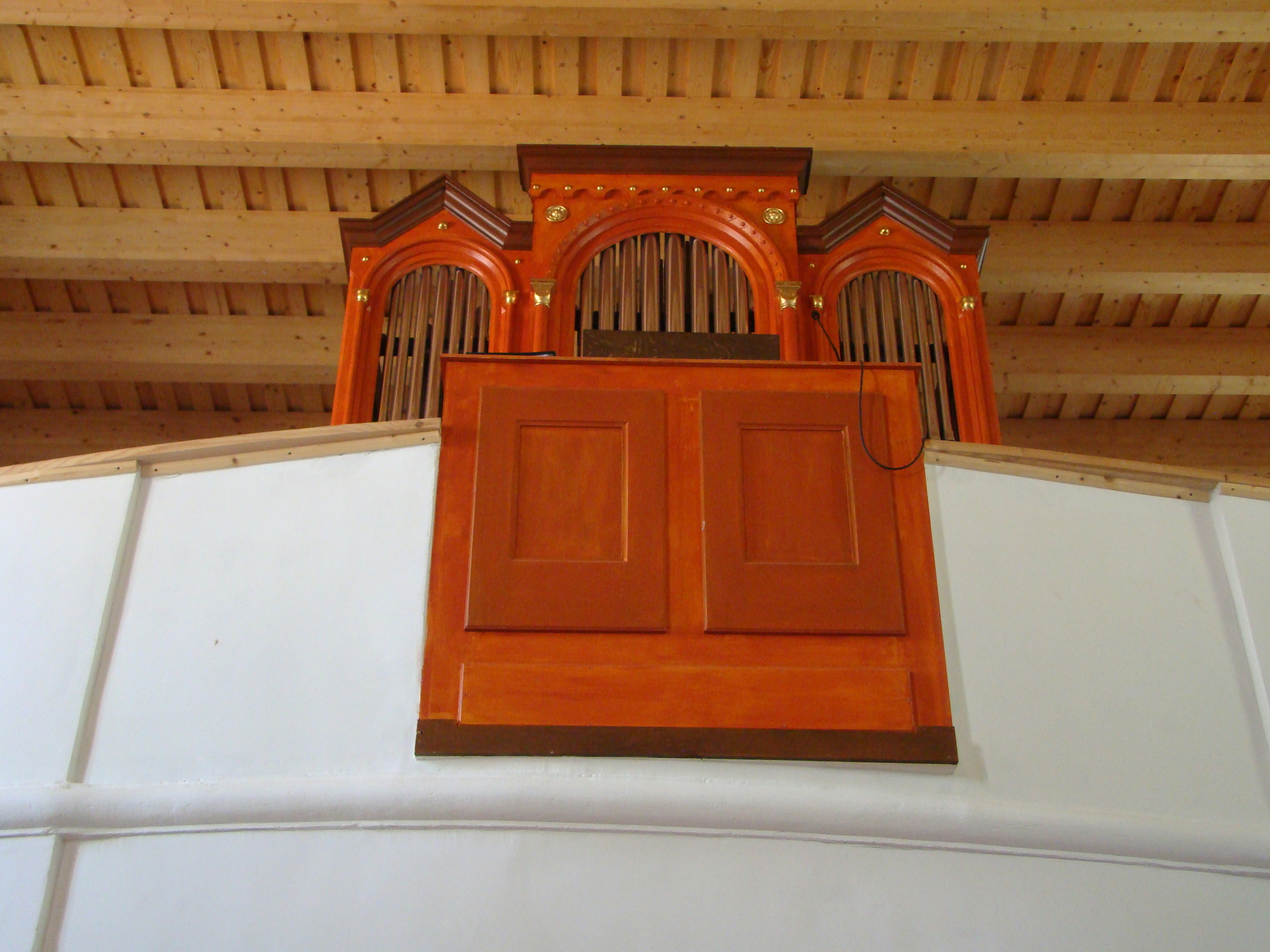
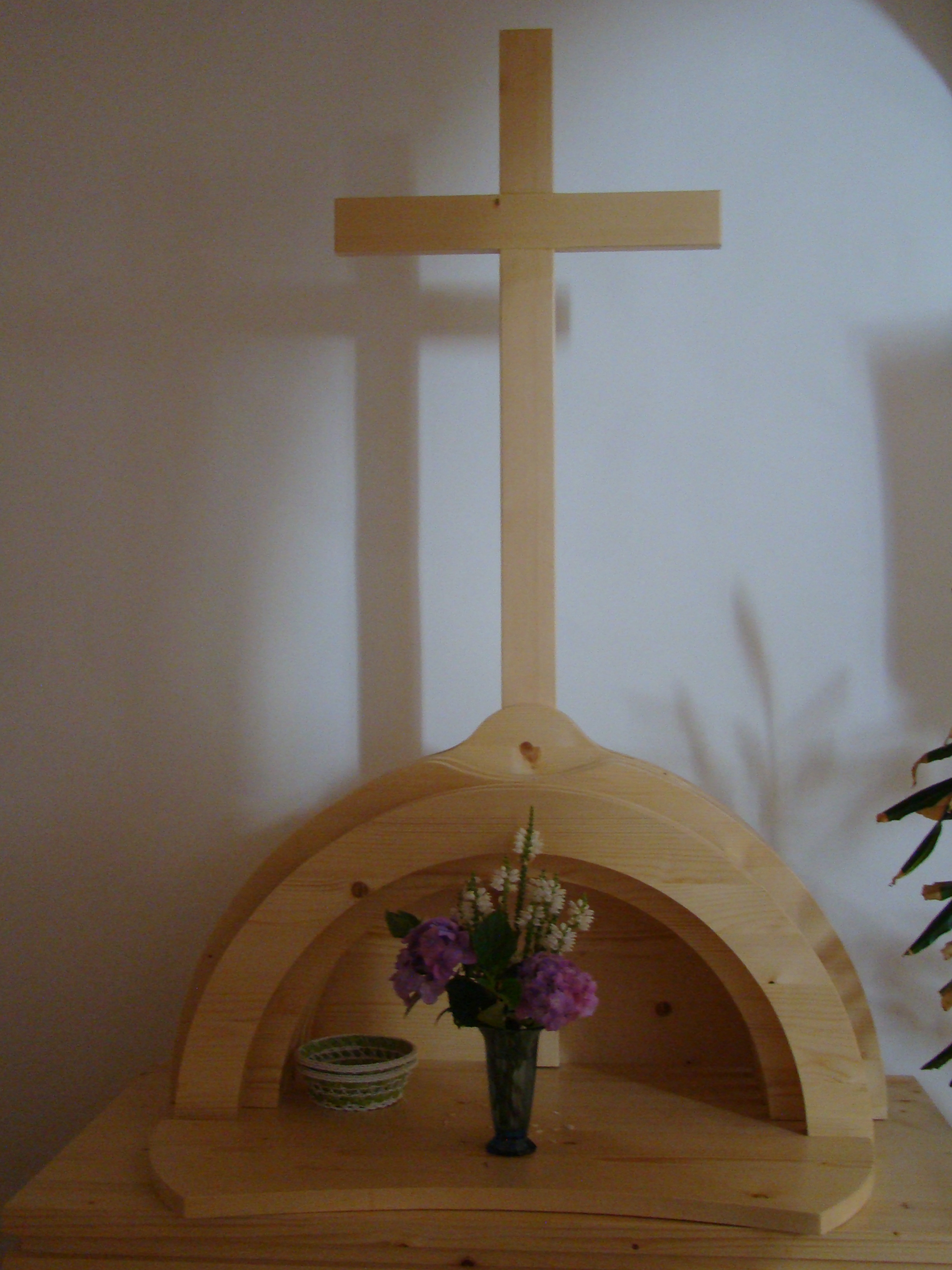
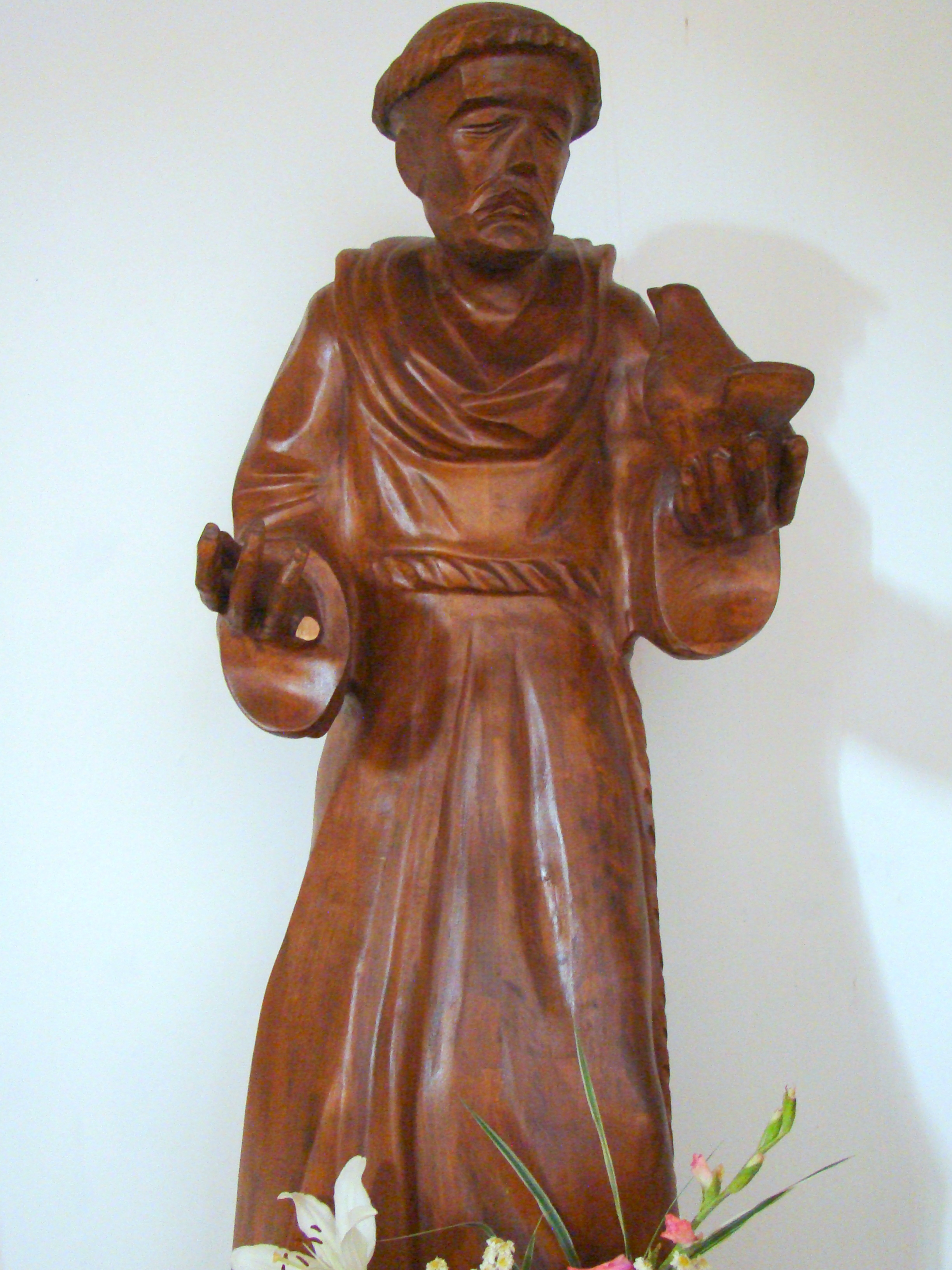
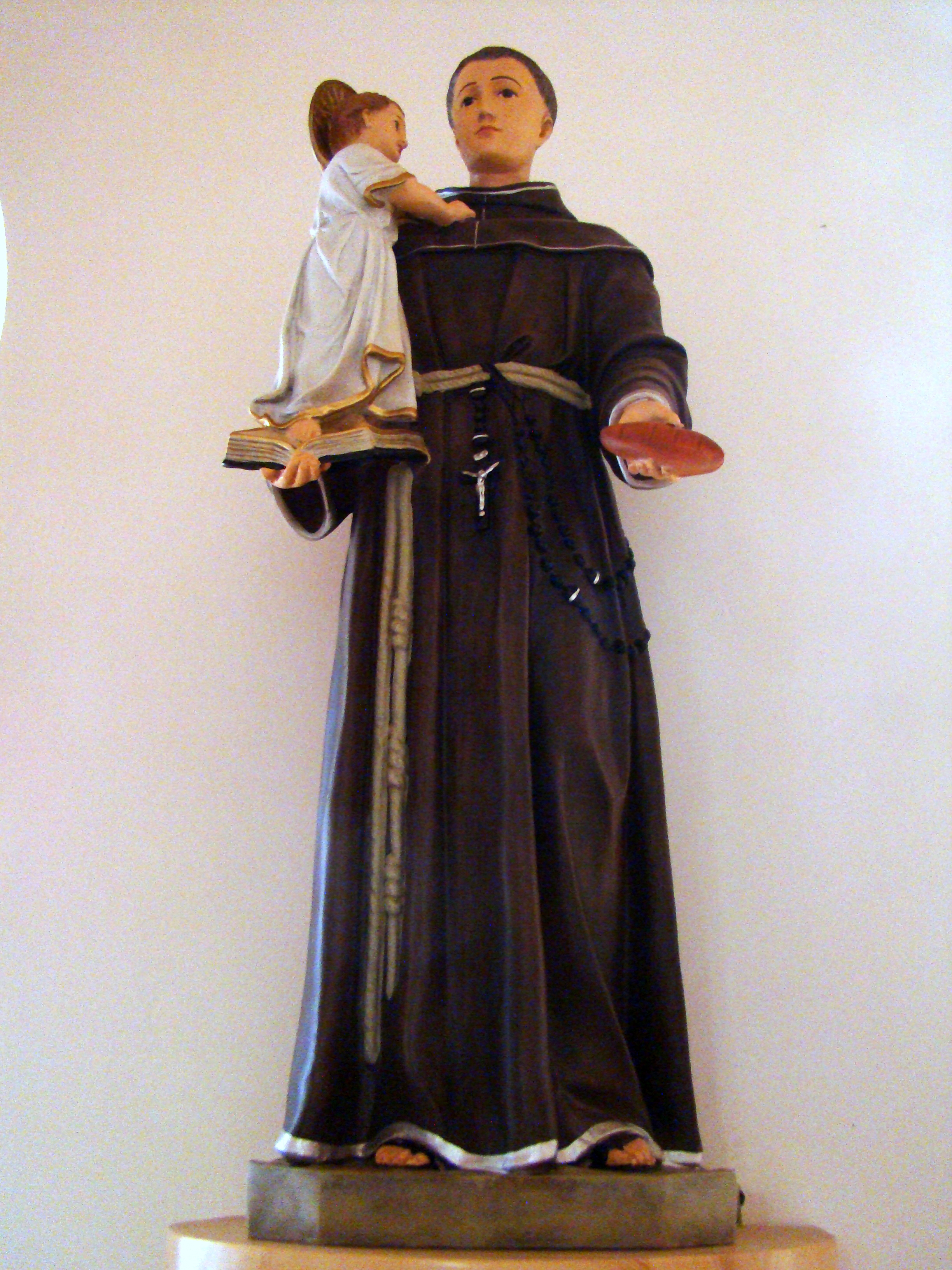
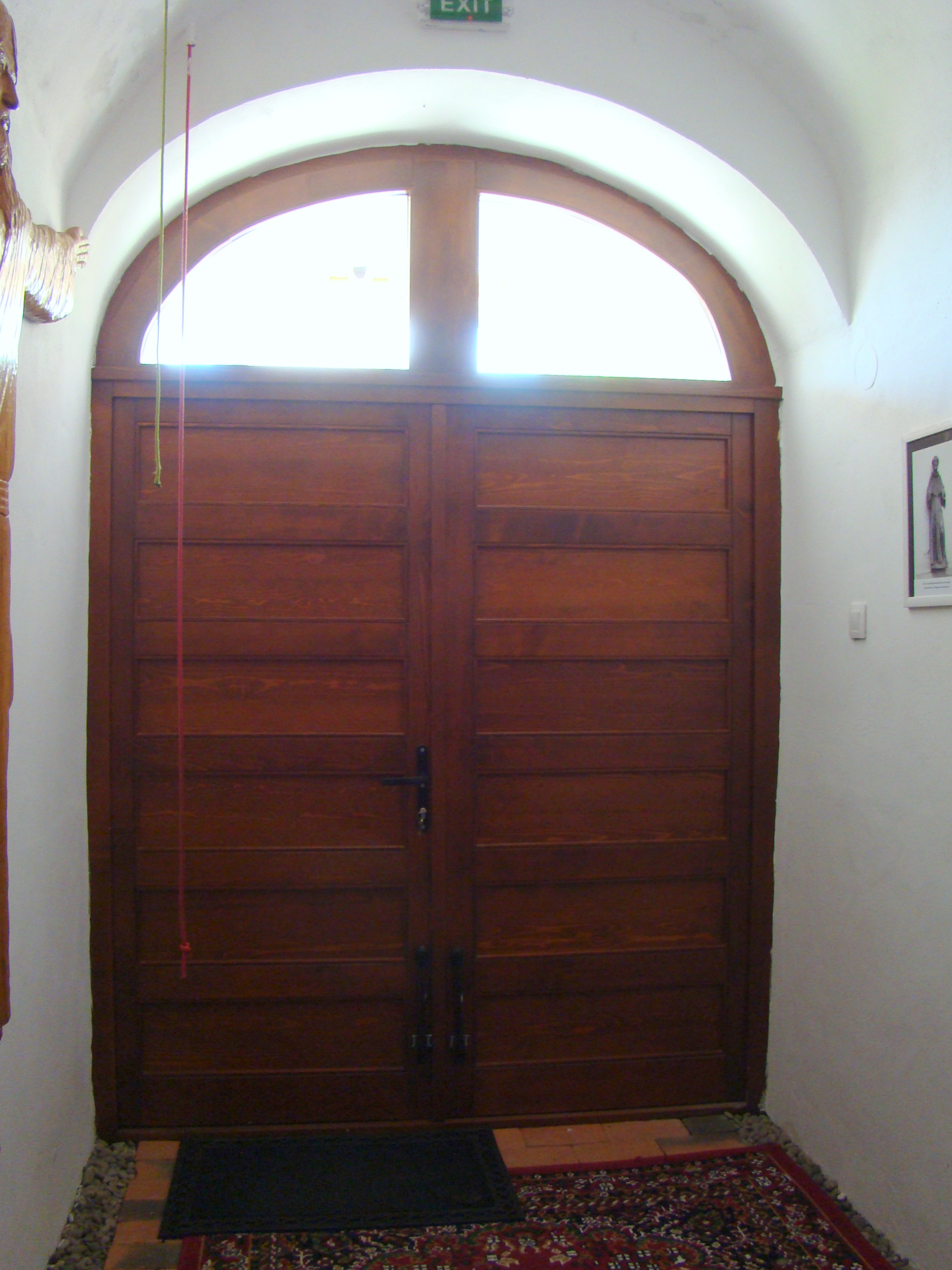
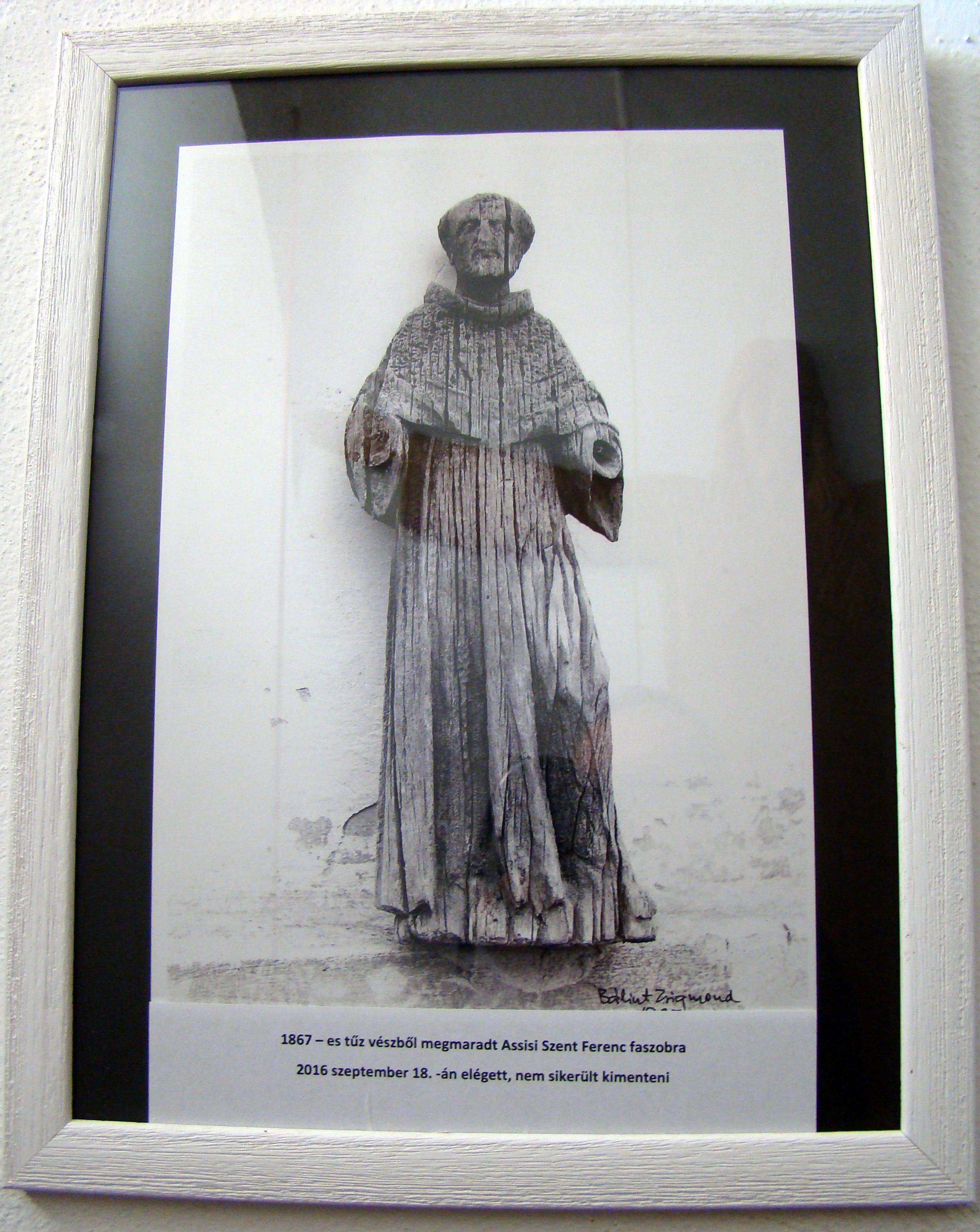
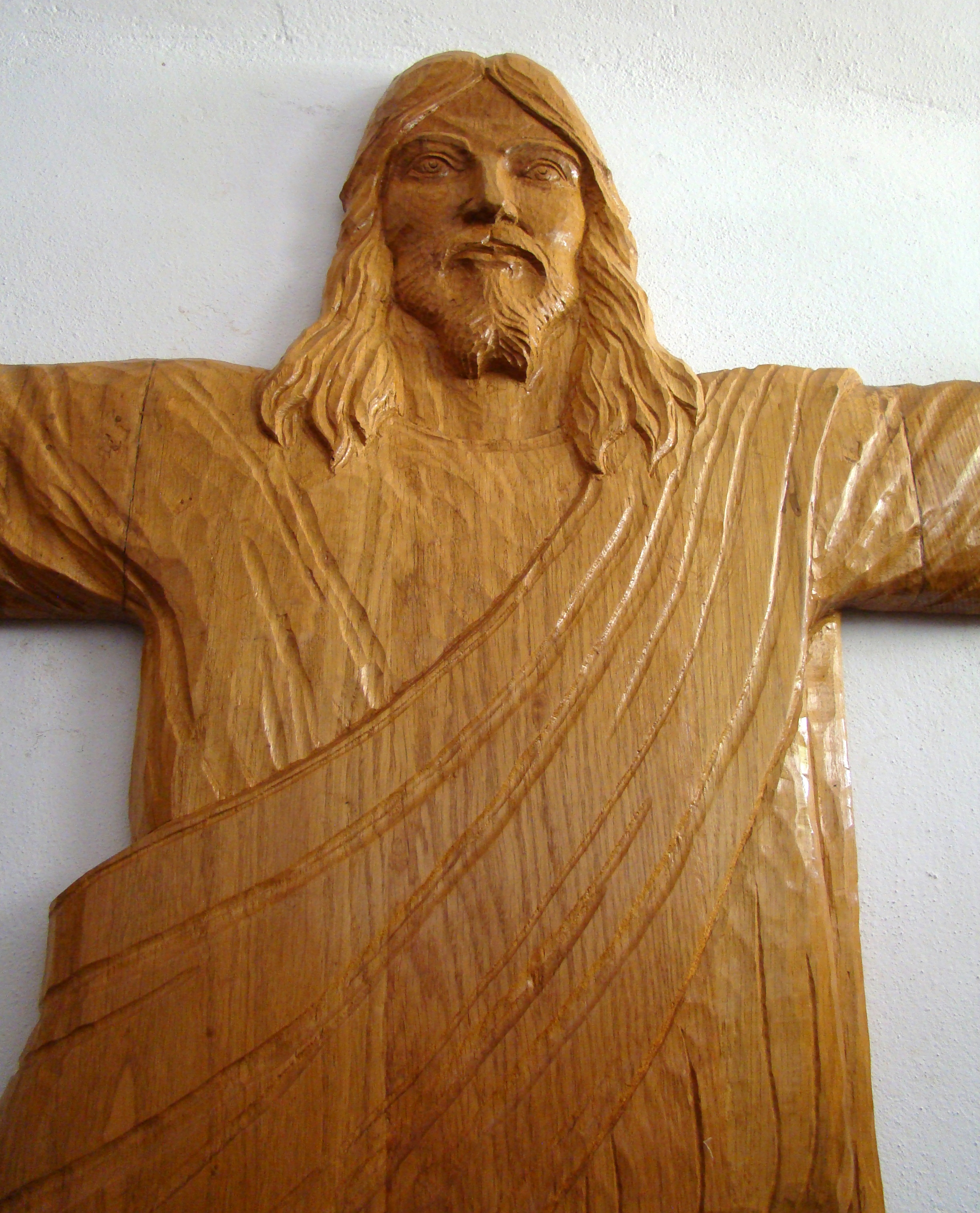
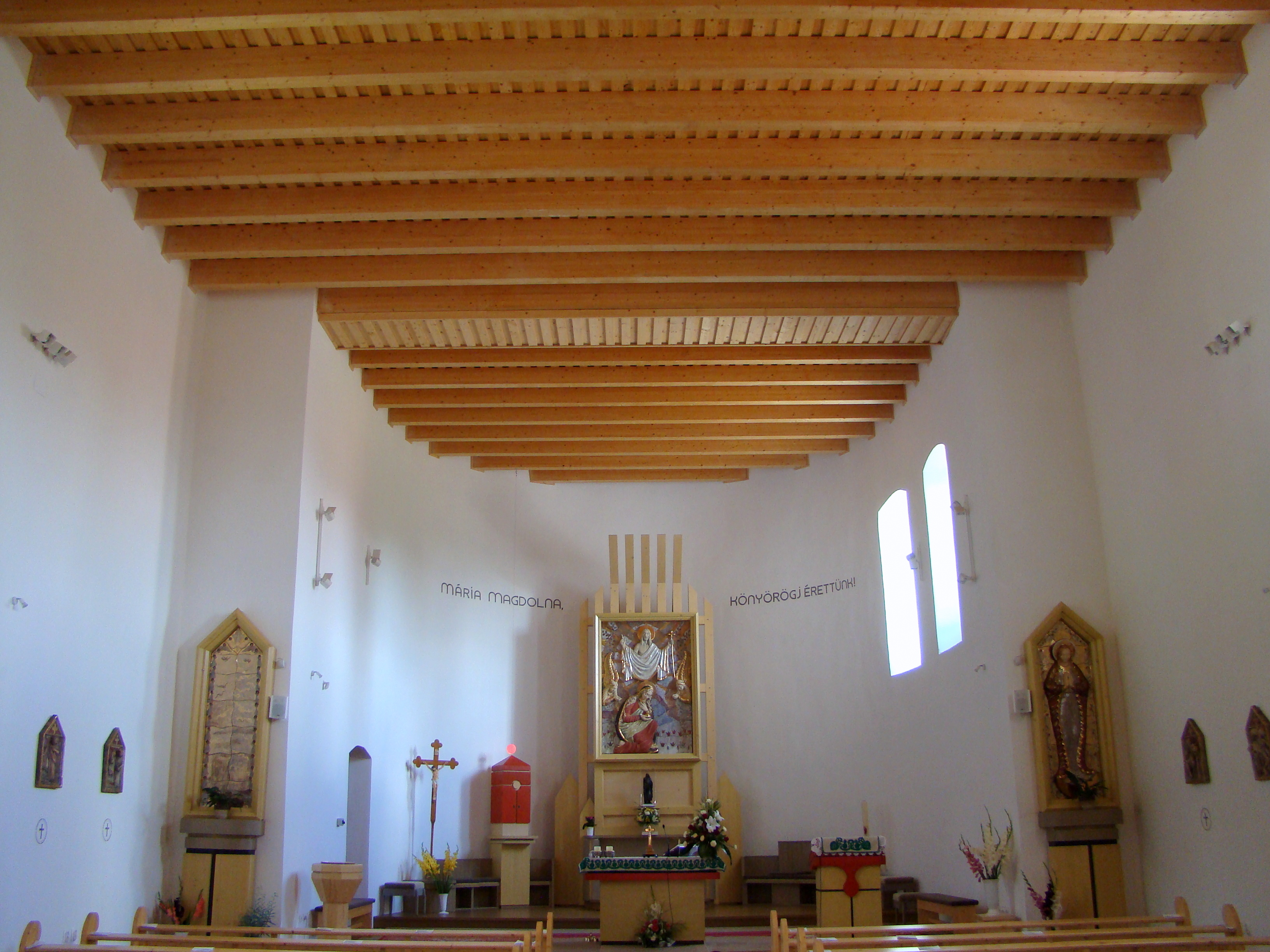